# Lista de pinturas de Édouard Manet
Artigo principal: Édouard Manet

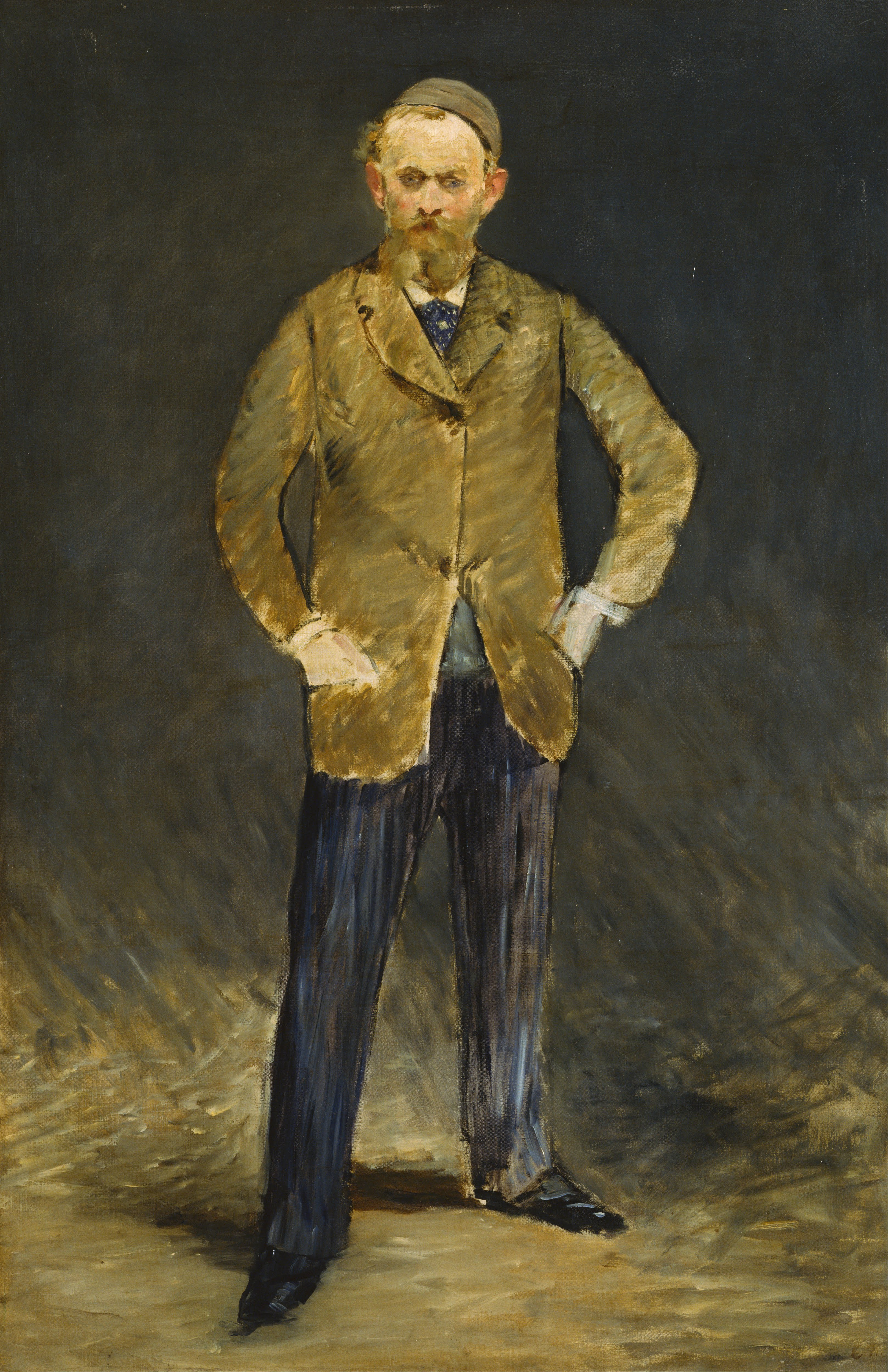
Autorretrato (1878) de Edouard Manet, no acervo do Bridgestone Museum of Art, em Tóquio

Esta é uma lista de obras de Édouard Manet (1832-1883), pintor e artista gráfico francês, considerado o maior intérprete da pintura pré-impressionista.
Segundo Émile Zola:
O lugar de Manet está marcado no Louvre, como o de Courbet, como o de todo artista de temperamento forte e implacável ... Eu tentei devolver a Manet o lugar que lhe pertence, um dos primeiros.
E para Abate e Rocchi:
Foi Manet quem, antes de mais nada, ao quebrar padrões que agora eram demais, provocou a tempestade que abriria o caminho do impressionismo e da pintura moderna em geral. Foi premeditação ou simplesmente um fato instintivo?

## Gravura a água forte
| Imagem | Título                    | Data | Coleção                    | Localização | Gênero            | Descrito em |
| ------ | ------------------------- | ---- | -------------------------- | ----------- | ----------------- | --- |
|        | Fila em frente ao açougue | 1870 | Metropolitan Museum of Art | Nova Iorque | pintura de género | O identificador "Q19963546" é desconhecido pelo sistema. Utilize um identificador de entidade válido, por favor. |

## Pastel
| Imagem | Título                                              | Data      | Coleção                    | Localização                   | Gênero  | Descrito em |
| ------ | --------------------------------------------------- | --------- | -------------------------- | ----------------------------- | ------- | --- |
|        | Woman on a Bench                                    | 1879      | Pola Museum of Art         |                               |         | O identificador "Q79790775" é desconhecido pelo sistema. Utilize um identificador de entidade válido, por favor.  |
|        | Retrato de Mademoiselle Suzette Lemaire             | 1880      | No/unknown value           |                               | retrato | O identificador "Q6083241" é desconhecido pelo sistema. Utilize um identificador de entidade válido, por favor.   |
|        | Retrato de Irma Brunner                             | 1880 1882 | No/unknown value           |                               | retrato | O identificador "Q17505798" é desconhecido pelo sistema. Utilize um identificador de entidade válido, por favor.  |
|        | Profil de femme                                     | 1881      | Baltimore Museum of Art    | Baltimore Museum of Art       |         | O identificador "Q95252887" é desconhecido pelo sistema. Utilize um identificador de entidade válido, por favor.  |
|        | Mme. Martin in a Black Hat with Roses               | 1881      | Museu de arte Menard       | Museu de arte Menard          |         | O identificador "Q96216689" é desconhecido pelo sistema. Utilize um identificador de entidade válido, por favor.  |
|        | Woman Wearing a Hat with Silk Gauze                 | 1881      | Ohara Museum of Art        | Ohara Museum of Art           |         | O identificador "Q124704977" é desconhecido pelo sistema. Utilize um identificador de entidade válido, por favor. |
|        | Méry Laurent                                        | 1882      | Bridgestone Museum of Art  | Bridgestone Museum of Art     | retrato | O identificador "Q18684775" é desconhecido pelo sistema. Utilize um identificador de entidade válido, por favor.  |
|        | Jovem com chapéu castanho                           | 1882      | Museu Soumaya              | Museu Soumaya                 | retrato | O identificador "Q21050281" é desconhecido pelo sistema. Utilize um identificador de entidade válido, por favor.  |
|        | Mulher com chapéu preto                             | 1882      | Collection Rau for UNICEF  | Arp Museum Bahnhof Rolandseck | retrato | O identificador "Q50984017" é desconhecido pelo sistema. Utilize um identificador de entidade válido, por favor.  |
|        | Retrato de Mademoiselle Hecht, de perfil com chapéu | 1882      | Museu de Orsay             | Museu de Orsay                | retrato | O identificador "Q61890657" é desconhecido pelo sistema. Utilize um identificador de entidade válido, por favor.  |
|        | Portrait of a Woman                                 | 1882      | Glasgow Museums            | Glasgow                       | retrato | O identificador "Q97173320" é desconhecido pelo sistema. Utilize um identificador de entidade válido, por favor.  |
|        | Woman with a Gray Plumed Hat                        | 1882      | Museu de Arte de Hiroshima | Museu de Arte de Hiroshima    | retrato | O identificador "Q83179676" é desconhecido pelo sistema. Utilize um identificador de entidade válido, por favor.  |

## aquarela
| Imagem | Título             | Data | Coleção          | Localização | Gênero | Descrito em |
| ------ | ------------------ | ---- | ---------------- | ----------- | ------ | --- |
|        | Study of Sailboats | 1874 | Degas Collection |             |        | O identificador "Q131314891" é desconhecido pelo sistema. Utilize um identificador de entidade válido, por favor. |

## estampa
| Imagem | Título                                                                    | Data       | Coleção                                                                         | Localização                   | Gênero | Descrito em |
| ------ | ------------------------------------------------------------------------- | ---------- | ------------------------------------------------------------------------------- | ----------------------------- | ------ | --- |
|        | Civil War (Guerre Civile)                                                 | século XIX | Metropolitan Museum of Art                                                      | Metropolitan Museum of Art    |        | O identificador "Q104413024" é desconhecido pelo sistema. Utilize um identificador de entidade válido, por favor. |
|        | Edgar Poe                                                                 | 1860       | Galeria Nacional de Arte Gravuras na Galeria Nacional de Arte Coleção Rosenwald | Galeria Nacional de Arte      |        | O identificador "Q65019587" é desconhecido pelo sistema. Utilize um identificador de entidade válido, por favor.  |
|        | The Reader (Le liseur)                                                    | 1861       | Galeria Nacional de Arte Gravuras na Galeria Nacional de Arte Coleção Rosenwald | Galeria Nacional de Arte      |        | O identificador "Q65019582" é desconhecido pelo sistema. Utilize um identificador de entidade válido, por favor.  |
|        | The Infanta Marguerita (Infante Marguerite)                               | 1861       | Galeria Nacional de Arte Gravuras na Galeria Nacional de Arte Coleção Rosenwald | Galeria Nacional de Arte      |        | O identificador "Q65222758" é desconhecido pelo sistema. Utilize um identificador de entidade válido, por favor.  |
|        | Hat and guitar. Frontispiece                                              | 1862       | Museu Nacional de Belas-Artes da Suécia                                         |                               |        | O identificador "Q131314957" é desconhecido pelo sistema. Utilize um identificador de entidade válido, por favor. |
|        | Os ciganos (os gitanos)                                                   | 1862       | Museu de Belas Artes de Gante                                                   | Museu de Belas Artes de Gante |        | O identificador "Q22085393" é desconhecido pelo sistema. Utilize um identificador de entidade válido, por favor.  |
|        | The Absinthe Drinker (Le buveur d'absinthe)                               | 1862       | Galeria Nacional de Arte Gravuras na Galeria Nacional de Arte Coleção Rosenwald | Galeria Nacional de Arte      |        | O identificador "Q65019568" é desconhecido pelo sistema. Utilize um identificador de entidade válido, por favor.  |
|        | The Toilette (La toilette)                                                | 1862       | Galeria Nacional de Arte Gravuras na Galeria Nacional de Arte Coleção Rosenwald | Galeria Nacional de Arte      |        | O identificador "Q65019575" é desconhecido pelo sistema. Utilize um identificador de entidade válido, por favor.  |
|        | Lola de Valence                                                           | 1862       | Galeria Nacional de Arte Gravuras na Galeria Nacional de Arte Coleção Rosenwald | Galeria Nacional de Arte      |        | O identificador "Q65019585" é desconhecido pelo sistema. Utilize um identificador de entidade válido, por favor.  |
|        | Don Mariano Camprubi (Le Bailarin)                                        | 1862       | Galeria Nacional de Arte Gravuras na Galeria Nacional de Arte Coleção Rosenwald | Galeria Nacional de Arte      |        | O identificador "Q65019605" é desconhecido pelo sistema. Utilize um identificador de entidade válido, por favor.  |
|        | The Little Girl (Le petite fille)                                         | 1862       | Galeria Nacional de Arte Gravuras na Galeria Nacional de Arte                   | Galeria Nacional de Arte      |        | O identificador "Q65071969" é desconhecido pelo sistema. Utilize um identificador de entidade válido, por favor.  |
|        | Mlle. Victorine in the Costume of an "Espada"(L'espada)                   | 1862       | Galeria Nacional de Arte Gravuras na Galeria Nacional de Arte Coleção Rosenwald | Galeria Nacional de Arte      |        | O identificador "Q65222753" é desconhecido pelo sistema. Utilize um identificador de entidade válido, por favor.  |
|        | Philip IV (Philippe IV)                                                   | 1862       | Galeria Nacional de Arte Gravuras na Galeria Nacional de Arte                   |                               |        | O identificador "Q65567831" é desconhecido pelo sistema. Utilize um identificador de entidade válido, por favor.  |
|        | Child with Sword, Turned to the Left (L'Enfant à l'épée, tourné à gauche) | 1862       | Galeria Nacional de Arte Gravuras na Galeria Nacional de Arte                   | Galeria Nacional de Arte      |        | O identificador "Q75393785" é desconhecido pelo sistema. Utilize um identificador de entidade válido, por favor.  |
|        | The Balloon                                                               | 1862       | Galeria Nacional de Arte Gravuras na Galeria Nacional de Arte                   | Galeria Nacional de Arte      |        | O identificador "Q75393828" é desconhecido pelo sistema. Utilize um identificador de entidade válido, por favor.  |
|        | Child Holding a Tray (L'Enfant Portant un Plateau)                        | 1862       | Galeria Nacional de Arte Gravuras na Galeria Nacional de Arte                   | Galeria Nacional de Arte      |        | O identificador "Q75393863" é desconhecido pelo sistema. Utilize um identificador de entidade válido, por favor.  |
|        | The Absinthe Drinker                                                      | 1862       | Galeria Nacional de Arte Gravuras na Galeria Nacional de Arte                   | Galeria Nacional de Arte      |        | O identificador "Q76439289" é desconhecido pelo sistema. Utilize um identificador de entidade válido, por favor.  |
|        | Portrait of Charles Baudelaire, frontal view, n° 3                        | 1865       | Musea Brugge                                                                    |                               |        | O identificador "Q124384016" é desconhecido pelo sistema. Utilize um identificador de entidade válido, por favor. |
|        | At the Prado (Au Prado)                                                   | 1865       | Galeria Nacional de Arte Gravuras na Galeria Nacional de Arte Coleção Rosenwald | Galeria Nacional de Arte      |        | O identificador "Q65019580" é desconhecido pelo sistema. Utilize um identificador de entidade válido, por favor.  |
|        | The Races (Les courses)                                                   | 1865       | Galeria Nacional de Arte Gravuras na Galeria Nacional de Arte Coleção Rosenwald | Galeria Nacional de Arte      |        | O identificador "Q65019596" é desconhecido pelo sistema. Utilize um identificador de entidade válido, por favor.  |
|        | At the Prado (Au Prado)                                                   | 1865       | Galeria Nacional de Arte Gravuras na Galeria Nacional de Arte Coleção Rosenwald | Galeria Nacional de Arte      |        | O identificador "Q65222752" é desconhecido pelo sistema. Utilize um identificador de entidade válido, por favor.  |
|        | At the Prado (Au Prado)                                                   | 1865       | Galeria Nacional de Arte Gravuras na Galeria Nacional de Arte                   | Galeria Nacional de Arte      |        | O identificador "Q74044471" é desconhecido pelo sistema. Utilize um identificador de entidade válido, por favor.  |
|        | Dead Christ with Angels (Christ aux anges)                                | 1866       | Galeria Nacional de Arte Gravuras na Galeria Nacional de Arte Coleção Rosenwald | Galeria Nacional de Arte      |        | O identificador "Q65019569" é desconhecido pelo sistema. Utilize um identificador de entidade válido, por favor.  |
|        | The Smoker (Le fumeur)                                                    | 1866       | Galeria Nacional de Arte Gravuras na Galeria Nacional de Arte Coleção Rosenwald | Galeria Nacional de Arte      |        | O identificador "Q65019577" é desconhecido pelo sistema. Utilize um identificador de entidade válido, por favor.  |
|        | The Smoker (Le fumeur)                                                    | 1866       | Galeria Nacional de Arte Gravuras na Galeria Nacional de Arte Coleção Rosenwald | Galeria Nacional de Arte      |        | O identificador "Q65222738" é desconhecido pelo sistema. Utilize um identificador de entidade válido, por favor.  |
|        | The Tragic Actor (L'acteur tragique)                                      | 1866       | Galeria Nacional de Arte Gravuras na Galeria Nacional de Arte                   | Galeria Nacional de Arte      |        | O identificador "Q65222739" é desconhecido pelo sistema. Utilize um identificador de entidade válido, por favor.  |
|        | The Philosopher (Le philosophe)                                           | 1866       | Galeria Nacional de Arte Gravuras na Galeria Nacional de Arte Coleção Rosenwald | Galeria Nacional de Arte      |        | O identificador "Q65222742" é desconhecido pelo sistema. Utilize um identificador de entidade válido, por favor.  |
|        | Death of Maximilian at Queretaro (L'executionde Maximilien)               | 1867       | Galeria Nacional de Arte Gravuras na Galeria Nacional de Arte Coleção Rosenwald | Galeria Nacional de Arte      |        | O identificador "Q65071965" é desconhecido pelo sistema. Utilize um identificador de entidade válido, por favor.  |
|        | Dead Toreador (Torero mort)                                               | 1868       | Galeria Nacional de Arte Gravuras na Galeria Nacional de Arte Coleção Rosenwald | Galeria Nacional de Arte      |        | O identificador "Q65019589" é desconhecido pelo sistema. Utilize um identificador de entidade válido, por favor.  |
|        | The Boy with Soap Bubbles (L'enfant aux bulles de savon)                  | 1868       | Galeria Nacional de Arte Gravuras na Galeria Nacional de Arte                   |                               |        | O identificador "Q65567829" é desconhecido pelo sistema. Utilize um identificador de entidade válido, por favor.  |
|        | The Cats (Les chats)                                                      | 1869       | Galeria Nacional de Arte Gravuras na Galeria Nacional de Arte Coleção Rosenwald | Galeria Nacional de Arte      |        | O identificador "Q65222741" é desconhecido pelo sistema. Utilize um identificador de entidade válido, por favor.  |
|        | At the Café (Au café)                                                     | 1869       | Galeria Nacional de Arte Gravuras na Galeria Nacional de Arte Coleção Rosenwald | Galeria Nacional de Arte      |        | O identificador "Q65222754" é desconhecido pelo sistema. Utilize um identificador de entidade válido, por favor.  |
|        | The Cat and the Flowers (Le chat et les fleurs)                           | 1869       | Galeria Nacional de Arte Gravuras na Galeria Nacional de Arte                   |                               |        | O identificador "Q65567828" é desconhecido pelo sistema. Utilize um identificador de entidade válido, por favor.  |
|        | Line in Front of the Butcher Shop (Queue devant la boucherie)             | 1870       | Galeria Nacional de Arte Gravuras na Galeria Nacional de Arte Coleção Rosenwald | Galeria Nacional de Arte      |        | O identificador "Q65222736" é desconhecido pelo sistema. Utilize um identificador de entidade válido, por favor.  |
|        | Civil War (Guerre civile)                                                 | 1871       | Galeria Nacional de Arte Gravuras na Galeria Nacional de Arte Coleção Rosenwald | Galeria Nacional de Arte      |        | O identificador "Q65019578" é desconhecido pelo sistema. Utilize um identificador de entidade válido, por favor.  |
|        | The Barricade (La barricade)                                              | 1871       | Galeria Nacional de Arte Gravuras na Galeria Nacional de Arte Coleção Rosenwald | Galeria Nacional de Arte      |        | O identificador "Q65071963" é desconhecido pelo sistema. Utilize um identificador de entidade válido, por favor.  |
|        | Berthe Morisot                                                            | 1872       | Galeria Nacional de Arte Gravuras na Galeria Nacional de Arte Coleção Rosenwald | Galeria Nacional de Arte      |        | O identificador "Q65222756" é desconhecido pelo sistema. Utilize um identificador de entidade válido, por favor.  |
|        | Berthe Morisot                                                            | 1872       | Galeria Nacional de Arte Gravuras na Galeria Nacional de Arte                   | Galeria Nacional de Arte      |        | O identificador "Q75393788" é desconhecido pelo sistema. Utilize um identificador de entidade válido, por favor.  |
|        | Guerre civile                                                             | 1874       | Prints and Photographs Department of the Bibliothèque nationale de France       |                               |        | O identificador "Q134576542" é desconhecido pelo sistema. Utilize um identificador de entidade válido, por favor. |
|        | Polichinelle                                                              | 1874       | Galeria Nacional de Arte Gravuras na Galeria Nacional de Arte Coleção Rosenwald | Galeria Nacional de Arte      |        | O identificador "Q65071967" é desconhecido pelo sistema. Utilize um identificador de entidade válido, por favor.  |
|        | Polichinelle                                                              | 1874       | Galeria Nacional de Arte Gravuras na Galeria Nacional de Arte                   | Galeria Nacional de Arte      |        | O identificador "Q74044071" é desconhecido pelo sistema. Utilize um identificador de entidade válido, por favor.  |
|        | Polichinelle                                                              | 1874       | Galeria Nacional de Arte Gravuras na Galeria Nacional de Arte Coleção Rosenwald | Galeria Nacional de Arte      |        | O identificador "Q74885158" é desconhecido pelo sistema. Utilize um identificador de entidade válido, por favor.  |
|        | Polichinelle                                                              | 1874       | Galeria Nacional de Arte Gravuras na Galeria Nacional de Arte                   | Galeria Nacional de Arte      |        | O identificador "Q75126031" é desconhecido pelo sistema. Utilize um identificador de entidade válido, por favor.  |
|        | The Dragonfly                                                             | 1874       | Galeria Nacional de Arte Gravuras na Galeria Nacional de Arte                   | Galeria Nacional de Arte      |        | O identificador "Q77008417" é desconhecido pelo sistema. Utilize um identificador de entidade válido, por favor.  |
|        | High Mountains                                                            | 1874       | Galeria Nacional de Arte Gravuras na Galeria Nacional de Arte                   | Galeria Nacional de Arte      |        | O identificador "Q77008419" é desconhecido pelo sistema. Utilize um identificador de entidade válido, por favor.  |
|        | High Valley                                                               | 1874       | Galeria Nacional de Arte Gravuras na Galeria Nacional de Arte                   | Galeria Nacional de Arte      |        | O identificador "Q77008421" é desconhecido pelo sistema. Utilize um identificador de entidade válido, por favor.  |
|        | River in the Plain                                                        | 1874       | Galeria Nacional de Arte Gravuras na Galeria Nacional de Arte                   | Galeria Nacional de Arte      |        | O identificador "Q77008422" é desconhecido pelo sistema. Utilize um identificador de entidade válido, por favor.  |
|        | Parapet of the Bridge                                                     | 1874       | Galeria Nacional de Arte Gravuras na Galeria Nacional de Arte                   | Galeria Nacional de Arte      |        | O identificador "Q77008424" é desconhecido pelo sistema. Utilize um identificador de entidade válido, por favor.  |
|        | Under the Arch of the Bridge                                              | 1874       | Galeria Nacional de Arte Gravuras na Galeria Nacional de Arte                   | Galeria Nacional de Arte      |        | O identificador "Q77008425" é desconhecido pelo sistema. Utilize um identificador de entidade válido, por favor.  |
|        | The Sea                                                                   | 1874       | Galeria Nacional de Arte Gravuras na Galeria Nacional de Arte                   | Galeria Nacional de Arte      |        | O identificador "Q77008427" é desconhecido pelo sistema. Utilize um identificador de entidade válido, por favor.  |
|        | Swallows                                                                  | 1874       | Galeria Nacional de Arte Gravuras na Galeria Nacional de Arte                   | Galeria Nacional de Arte      |        | O identificador "Q77008428" é desconhecido pelo sistema. Utilize um identificador de entidade válido, por favor.  |
|        | Polichinelle                                                              | 1876       |                                                                                 |                               |        | O identificador "Q131323749" é desconhecido pelo sistema. Utilize um identificador de entidade válido, por favor. |
|        | The Convalescent (La convalescente)                                       | 1876       | Galeria Nacional de Arte Gravuras na Galeria Nacional de Arte                   | Galeria Nacional de Arte      |        | O identificador "Q74067175" é desconhecido pelo sistema. Utilize um identificador de entidade válido, por favor.  |
|        | The Convalescent (La convalescente)                                       | 1876       | Galeria Nacional de Arte Gravuras na Galeria Nacional de Arte                   | Galeria Nacional de Arte      |        | O identificador "Q74067321" é desconhecido pelo sistema. Utilize um identificador de entidade válido, por favor.  |
|        | Na janela                                                                 |            | Museum Boymans-van Beuningen                                                    | Museum Boymans-van Beuningen  |        | O identificador "Q47533156" é desconhecido pelo sistema. Utilize um identificador de entidade válido, por favor.  |
|        | O corvo no busto de Pallas                                                |            | Museum Boymans-van Beuningen                                                    | Museum Boymans-van Beuningen  |        | O identificador "Q47534304" é desconhecido pelo sistema. Utilize um identificador de entidade válido, por favor.  |
|        | A cadeira                                                                 |            | Museum Boymans-van Beuningen                                                    | Museum Boymans-van Beuningen  |        | O identificador "Q47534394" é desconhecido pelo sistema. Utilize um identificador de entidade válido, por favor.  |
|        | Sob a lâmpada                                                             |            | Museum Boymans-van Beuningen                                                    | Museum Boymans-van Beuningen  |        | O identificador "Q48242220" é desconhecido pelo sistema. Utilize um identificador de entidade válido, por favor.  |
|        | Au Paradis (In the Balcony)                                               |            | Galeria Nacional de Arte Gravuras na Galeria Nacional de Arte Coleção Rosenwald | Galeria Nacional de Arte      |        | O identificador "Q65019591" é desconhecido pelo sistema. Utilize um identificador de entidade válido, por favor.  |
|        | Fleur Exotique (Exotic Flower)                                            |            | Galeria Nacional de Arte Gravuras na Galeria Nacional de Arte                   | Galeria Nacional de Arte      |        | O identificador "Q74887811" é desconhecido pelo sistema. Utilize um identificador de entidade válido, por favor.  |

## fac-símile
| Imagem | Título                  | Data               | Coleção | Localização | Gênero | Descrito em |
| ------ | ----------------------- | ------------------ | ------- | ----------- | ------ | --- |
|        | Retrato de Jeanne Duval | abril de 2057 1862 | Mu.ZEE  | Mu.ZEE      |        | O identificador "Q22280721" é desconhecido pelo sistema. Utilize um identificador de entidade válido, por favor. |

## individual copy of a print
| Imagem | Título       | Data | Coleção          | Localização | Gênero | Descrito em |
| ------ | ------------ | ---- | ---------------- | ----------- | ------ | --- |
|        | Polichinelle | 1876 | Degas Collection |             |        | O identificador "Q131323722" é desconhecido pelo sistema. Utilize um identificador de entidade válido, por favor. |

## obra de arte
| Imagem | Título                                  | Data | Coleção | Localização | Gênero | Descrito em |
| ------ | --------------------------------------- | ---- | ------- | ----------- | ------ | --- |
|        | Letter Decorated with a Snail on a Leaf |      |         |             |        | O identificador "Q129992771" é desconhecido pelo sistema. Utilize um identificador de entidade válido, por favor. |

## pintura
| Imagem | Título                                                       | Data                 | Coleção | Localização                                                                               | Gênero                                                            | Descrito em |
| ------ | ------------------------------------------------------------ | -------------------- | --- | ----------------------------------------------------------------------------------------- | ----------------------------------------------------------------- | --- |
|        | Os Trabalhadores do mar                                      | 1847                 | Museu de Belas-Artes de Houston                                                                                    | Audrey Jones Beck Building                                                                |                                                                   | O identificador "Q28093958" é desconhecido pelo sistema. Utilize um identificador de entidade válido, por favor.  |
|        | Mulher em vestido noite                                      | século XIX           | Museu Solomon R. Guggenheim                                                                                        | Museu Solomon R. Guggenheim                                                               |                                                                   | O identificador "Q19882749" é desconhecido pelo sistema. Utilize um identificador de entidade válido, por favor.  |
|        | A Virgem Maria do coelho                                     | década de 1850       | Departamento de Pinturas do Louvre                                                                                 | Pinturas italianas, sala 6                                                                | arte sacra                                                        | O identificador "Q45042508" é desconhecido pelo sistema. Utilize um identificador de entidade válido, por favor.  |
|        | Deux perroquets                                              | século XIX           | Brest’s Museum of Fine Arts                                                                                        | Brest’s Museum of Fine Arts                                                               |                                                                   | O identificador "Q64579921" é desconhecido pelo sistema. Utilize um identificador de entidade válido, por favor.  |
|        | Les voiliers                                                 | século XIX           | No/unknown value                                                                                                   |                                                                                           |                                                                   | O identificador "Q130727571" é desconhecido pelo sistema. Utilize um identificador de entidade válido, por favor. |
|        | Head of a young man after the self-portrait by Filippo Lippi | 1853                 | |                                                                                           |                                                                   | O identificador "Q135472278" é desconhecido pelo sistema. Utilize um identificador de entidade válido, por favor. |
|        | A Barca de Dante                                             | 1854                 | Musée des Beaux-Arts de Lyon                                                                                       | Musée des Beaux-Arts de Lyon                                                              |                                                                   | O identificador "Q19947331" é desconhecido pelo sistema. Utilize um identificador de entidade válido, por favor.  |
|        | Cópia do Autorretrato de Tintoretto                          | 1854                 | Museu de Belas Artes de Dijon                                                                                      | Museu de Belas Artes de Dijon                                                             | retrato autorretrato                                              | O identificador "Q26710446" é desconhecido pelo sistema. Utilize um identificador de entidade válido, por favor.  |
|        | Portrait of Antonio Proust                                   | década de 1850       | Galeria Nacional de Praga                                                                                          | Galeria Nacional de Praga                                                                 | retrato                                                           | O identificador "Q117215045" é desconhecido pelo sistema. Utilize um identificador de entidade válido, por favor. |
|        | Jesus Cristo como jardineiro                                 | 1856                 | No/unknown value                                                                                                   |                                                                                           | arte sacra                                                        | O identificador "Q28479786" é desconhecido pelo sistema. Utilize um identificador de entidade válido, por favor.  |
|        | Woman with a White Head-dress                                | 1856                 | Hecht Museum | Hecht Museum                                                                              |                                                                   | O identificador "Q76629673" é desconhecido pelo sistema. Utilize um identificador de entidade válido, por favor.  |
|        | Jupiter and Antiope                                          | 1856                 | Museu Marmottan Monet                                                                                              | Museu Marmottan Monet                                                                     | pintura mitológica                                                | O identificador "Q105099647" é desconhecido pelo sistema. Utilize um identificador de entidade válido, por favor. |
|        | Cardos                                                       | 1858                 | Von der Heydt Museum                                                                                               | Von der Heydt Museum                                                                      |                                                                   | O identificador "Q19278349" é desconhecido pelo sistema. Utilize um identificador de entidade válido, por favor.  |
|        | Mulher com cães                                              | 1858                 | No/unknown value                                                                                                   |                                                                                           |                                                                   | O identificador "Q25381023" é desconhecido pelo sistema. Utilize um identificador de entidade válido, por favor.  |
|        | O Fumador                                                    | 1858                 | No/unknown value                                                                                                   |                                                                                           |                                                                   | O identificador "Q43296073" é desconhecido pelo sistema. Utilize um identificador de entidade válido, por favor.  |
|        | Rapaz com cerejas                                            | 1858                 | Museu Calouste Gulbenkian                                                                                          | Museu Calouste Gulbenkian                                                                 | pintura de género                                                 | O identificador "Q64787037" é desconhecido pelo sistema. Utilize um identificador de entidade válido, por favor.  |
|        | Estudo de árvores                                            | 1859                 | No/unknown value                                                                                                   |                                                                                           |                                                                   | O identificador "Q19312209" é desconhecido pelo sistema. Utilize um identificador de entidade válido, por favor.  |
|        | "A barca de Dante" seguindo Delacroix                        | 1859                 | Metropolitan Museum of Art                                                                                         | Metropolitan Museum of Art                                                                |                                                                   | O identificador "Q20167143" é desconhecido pelo sistema. Utilize um identificador de entidade válido, por favor.  |
|        | Cavaleiros espanhóis                                         | 1859                 | Musée des Beaux-Arts de Lyon                                                                                       | Musée des Beaux-Arts de Lyon                                                              |                                                                   | O identificador "Q42319149" é desconhecido pelo sistema. Utilize um identificador de entidade válido, por favor.  |
|        | O Bebedor de Absinto                                         | 1859                 | Gliptoteca Ny Carlsberg                                                                                            | Gliptoteca Ny Carlsberg                                                                   | pintura de género                                                 | O identificador "Q1192090" é desconhecido pelo sistema. Utilize um identificador de entidade válido, por favor.   |
|        | Retrato de M. e Mme Auguste Manet                            | 1860                 | Museu de Orsay | Museu de Orsay                                                                            | retrato                                                           | O identificador "Q126467" é desconhecido pelo sistema. Utilize um identificador de entidade válido, por favor.    |
|        | O Cantor Espanhol                                            | 1860                 | Metropolitan Museum of Art                                                                                         | Metropolitan Museum of Art                                                                | retrato                                                           | O identificador "Q2024709" é desconhecido pelo sistema. Utilize um identificador de entidade válido, por favor.   |
|        | A Ninfa surpreendida                                         | 1860                 | Museu Nacional de Belas Artes                                                                                      | Museu Nacional de Belas Artes                                                             | pintura mitológica nu artístico                                   | O identificador "Q3088614" é desconhecido pelo sistema. Utilize um identificador de entidade válido, por favor.   |
|        | Retrato de Homem                                             | 1860                 | Rijksmuseum Kröller-Müller                                                                                         | Rijksmuseum Kröller-Müller                                                                | retrato                                                           | O identificador "Q24021057" é desconhecido pelo sistema. Utilize um identificador de entidade válido, por favor.  |
|        | Ninfa Surpreendida                                           | 1860                 | Museu Nacional de Arte                                                                                             | Museu Nacional de Arte                                                                    | pintura mitológica nu artístico                                   | O identificador "Q55432263" é desconhecido pelo sistema. Utilize um identificador de entidade válido, por favor.  |
|        | The Little Cavaliers                                         | 1860                 | Chrysler Museum of Art                                                                                             | Chrysler Museum of Art                                                                    |                                                                   | O identificador "Q73190310" é desconhecido pelo sistema. Utilize um identificador de entidade válido, por favor.  |
|        | The Students of Salamanca                                    | 1860                 | Pola Museum of Art                                                                                                 | Pola Museum of Art                                                                        |                                                                   | O identificador "Q79790780" é desconhecido pelo sistema. Utilize um identificador de entidade válido, por favor.  |
|        | Natureza-morta com flores, leque e pérolas                   | década de 1860       | Metropolitan Museum of Art                                                                                         | Metropolitan Museum of Art                                                                | natureza-morta                                                    | O identificador "Q19905466" é desconhecido pelo sistema. Utilize um identificador de entidade válido, por favor.  |
|        | Crianças no Jardim das Tulherias                             | 1861                 | Rhode Island School of Design Museum                                                                               | Rhode Island School of Design Museum                                                      |                                                                   | O identificador "Q19967309" é desconhecido pelo sistema. Utilize um identificador de entidade válido, por favor.  |
|        | Retrato da Madame Brunet                                     | década de 1860       | Museu J. Paul Getty                                                                                                | Getty Center                                                                              | retrato                                                           | O identificador "Q20183867" é desconhecido pelo sistema. Utilize um identificador de entidade válido, por favor.  |
|        | O Boémio                                                     | década de 1860       | Louvre Abu Dhabi                                                                                                   | Louvre Abu Dhabi                                                                          | retrato                                                           | O identificador "Q28128822" é desconhecido pelo sistema. Utilize um identificador de entidade válido, por favor.  |
|        | Le Petit Lange                                               | 1861                 | Staatliche Kunsthalle                                                                                              | Staatliche Kunsthalle                                                                     | retrato                                                           | O identificador "Q1810341" é desconhecido pelo sistema. Utilize um identificador de entidade válido, por favor.   |
|        | Rapaz com espada                                             | 1861                 | Metropolitan Museum of Art                                                                                         | Metropolitan Museum of Art                                                                | retrato                                                           | O identificador "Q1844748" é desconhecido pelo sistema. Utilize um identificador de entidade válido, por favor.   |
|        | The Reader                                                   | 1861                 | Museu de Arte de Saint Louis                                                                                       | Museu de Arte de Saint Louis                                                              |                                                                   | O identificador "Q78743184" é desconhecido pelo sistema. Utilize um identificador de entidade válido, por favor.  |
|        | O Pescador                                                   | 1862                 | Von der Heydt Museum                                                                                               | Von der Heydt Museum                                                                      |                                                                   | O identificador "Q18746965" é desconhecido pelo sistema. Utilize um identificador de entidade válido, por favor.  |
|        | A pesca                                                      | 1862                 | Metropolitan Museum of Art                                                                                         | Metropolitan Museum of Art                                                                |                                                                   | O identificador "Q19911910" é desconhecido pelo sistema. Utilize um identificador de entidade válido, por favor.  |
|        | Victorine Meurent                                            | 1862                 | Museu de Belas Artes de Boston                                                                                     | Museu de Belas Artes de Boston                                                            | retrato                                                           | O identificador "Q20539197" é desconhecido pelo sistema. Utilize um identificador de entidade válido, por favor.  |
|        | A Negra                                                      | 1862                 | Pinacoteca Giovanni e Marella Agnelli Museu de Arte Honolulu                                                       | Pinacoteca Giovanni e Marella Agnelli                                                     | retrato                                                           | O identificador "Q29253942" é desconhecido pelo sistema. Utilize um identificador de entidade válido, por favor.  |
|        | Mulher jovem recostada em traje espanhol                     | década de 1860       | Yale University Art Gallery                                                                                        | Yale University Art Gallery                                                               |                                                                   | O identificador "Q42310766" é desconhecido pelo sistema. Utilize um identificador de entidade válido, por favor.  |
|        | Mulher jovem em traje de toureiro                            | 1862                 | No/unknown value                                                                                                   |                                                                                           |                                                                   | O identificador "Q43316684" é desconhecido pelo sistema. Utilize um identificador de entidade válido, por favor.  |
|        | Bailarino, Mariano Camprubi                                  | década de 1860       | No/unknown value                                                                                                   |                                                                                           |                                                                   | O identificador "Q43325368" é desconhecido pelo sistema. Utilize um identificador de entidade válido, por favor.  |
|        | A cantora de rua                                             | 1862                 | Museu de Belas Artes de Boston                                                                                     | Museu de Belas Artes de Boston                                                            | retrato pintura de género                                         | O identificador "Q39226" é desconhecido pelo sistema. Utilize um identificador de entidade válido, por favor.     |
|        | Lola de Valência                                             | 1862                 | Museu de Orsay | Museu de Orsay                                                                            | retrato                                                           | O identificador "Q44124" é desconhecido pelo sistema. Utilize um identificador de entidade válido, por favor.     |
|        | O Velho Músico                                               | 1862                 | Galeria Nacional de Arte                                                                                           | Galeria Nacional de Arte                                                                  | pintura de género                                                 | O identificador "Q59815" é desconhecido pelo sistema. Utilize um identificador de entidade válido, por favor.     |
|        | Victorine Meurent em traje de toureiro                       | 1862                 | Metropolitan Museum of Art                                                                                         | Metropolitan Museum of Art                                                                | pintura de género                                                 | O identificador "Q72650" é desconhecido pelo sistema. Utilize um identificador de entidade válido, por favor.     |
|        | Música nas Tulherias                                         | 1862                 | National Gallery Dublin City Gallery The Hugh Lane                                                                 | National Gallery                                                                          | pintura de género                                                 | O identificador "Q210277" é desconhecido pelo sistema. Utilize um identificador de entidade válido, por favor.    |
|        | Cigana com cigarro                                           | 1862                 | Princeton University Art Museum                                                                                    | Princeton University Art Museum                                                           | retrato                                                           | O identificador "Q19965872" é desconhecido pelo sistema. Utilize um identificador de entidade válido, por favor.  |
|        | Ostras                                                       | 1862                 | Galeria Nacional de Arte                                                                                           | Galeria Nacional de Arte                                                                  | natureza-morta                                                    | O identificador "Q20188630" é desconhecido pelo sistema. Utilize um identificador de entidade válido, por favor.  |
|        | Balé Espanhol                                                | 1862                 | Phillips Collection                                                                                                | Phillips Collection                                                                       |                                                                   | O identificador "Q23940161" é desconhecido pelo sistema. Utilize um identificador de entidade válido, por favor.  |
|        | Mulher com leque                                             | 1862                 | Galeria Nacional Húngara                                                                                           | Galeria Nacional Húngara                                                                  | retrato                                                           | O identificador "Q28777943" é desconhecido pelo sistema. Utilize um identificador de entidade válido, por favor.  |
|        | Toreadors                                                    | 1862                 | Hill-Stead Museum                                                                                                  | Hill-Stead Museum                                                                         |                                                                   | O identificador "Q84729401" é desconhecido pelo sistema. Utilize um identificador de entidade válido, por favor.  |
|        | Le déjeuner sur l'herbe                                      | 1863                 | Museu de Orsay | Museu de Orsay                                                                            | nu artístico pintura de paisagem natureza-morta pintura de género | O identificador "Q152509" é desconhecido pelo sistema. Utilize um identificador de entidade válido, por favor.    |
|        | Madame Auguste Manet                                         | 1863                 | Museu Isabella Stewart Gardner                                                                                     | Museu Isabella Stewart Gardner                                                            | retrato                                                           | O identificador "Q66391294" é desconhecido pelo sistema. Utilize um identificador de entidade válido, por favor.  |
|        | Homem jovem em traje de mágico                               | 1863                 | Metropolitan Museum of Art                                                                                         | Metropolitan Museum of Art                                                                | pintura de género                                                 | O identificador "Q113262" é desconhecido pelo sistema. Utilize um identificador de entidade válido, por favor.    |
|        | Olympia                                                      | 1863                 | Museu de Orsay | Museu de Orsay                                                                            | nu artístico                                                      | O identificador "Q737062" é desconhecido pelo sistema. Utilize um identificador de entidade válido, por favor.    |
|        | Vaso de peónias sobre tampa lacada                           | 1864                 | Metropolitan Museum of Art                                                                                         | Metropolitan Museum of Art                                                                |                                                                   | O identificador "Q19911893" é desconhecido pelo sistema. Utilize um identificador de entidade válido, por favor.  |
|        | Vista para o mar, tempo calmo                                | 1864                 | Art Institute of Chicago                                                                                           | Art Institute of Chicago                                                                  |                                                                   | O identificador "Q20266943" é desconhecido pelo sistema. Utilize um identificador de entidade válido, por favor.  |
|        | Mendigo com um casaco duffle                                 | década de 1860       | Art Institute of Chicago                                                                                           | Art Institute of Chicago                                                                  |                                                                   | O identificador "Q20268508" é desconhecido pelo sistema. Utilize um identificador de entidade válido, por favor.  |
|        | Mendigo com ostras                                           | década de 1860       | Art Institute of Chicago                                                                                           | Art Institute of Chicago                                                                  |                                                                   | O identificador "Q20270662" é desconhecido pelo sistema. Utilize um identificador de entidade válido, por favor.  |
|        | Peixe (Natureza-morta)                                       | 1864                 | Art Institute of Chicago                                                                                           | Art Institute of Chicago                                                                  | natureza-morta                                                    | O identificador "Q20271882" é desconhecido pelo sistema. Utilize um identificador de entidade válido, por favor.  |
|        | Cesto de fruta                                               | 1864                 | Museu de Belas Artes de Boston                                                                                     | Museu de Belas Artes de Boston                                                            |                                                                   | O identificador "Q20539200" é desconhecido pelo sistema. Utilize um identificador de entidade válido, por favor.  |
|        | Marinha, tempestade                                          | década de 1860       | No/unknown value Gurlitt hoard Museu de Belas Artes Museu Nacional de Arte Ocidental                               |                                                                                           |                                                                   | O identificador "Q20746066" é desconhecido pelo sistema. Utilize um identificador de entidade válido, por favor.  |
|        | Fruit                                                        | 1864                 | Burrell Collection                                                                                                 | Burrell Collection                                                                        | natureza-morta                                                    | O identificador "Q87780446" é desconhecido pelo sistema. Utilize um identificador de entidade válido, por favor.  |
|        | Cristo Morto Com Anjos                                       | 1864                 | Metropolitan Museum of Art                                                                                         | Metropolitan Museum of Art                                                                | arte sacra                                                        | O identificador "Q2752079" é desconhecido pelo sistema. Utilize um identificador de entidade válido, por favor.   |
|        | O Toureiro morto                                             | 1864                 | Galeria Nacional de Arte                                                                                           | Galeria Nacional de Arte                                                                  | pintura de género                                                 | O identificador "Q3203711" é desconhecido pelo sistema. Utilize um identificador de entidade válido, por favor.   |
|        | A Tourada                                                    | 1864                 | The Frick Collection                                                                                               | The Frick Collection                                                                      | pintura de género                                                 | O identificador "Q3207826" é desconhecido pelo sistema. Utilize um identificador de entidade válido, por favor.   |
|        | O Kearsarge em Boulogne                                      | 1864                 | Metropolitan Museum of Art                                                                                         | Metropolitan Museum of Art                                                                | arte marinha                                                      | O identificador "Q7744027" é desconhecido pelo sistema. Utilize um identificador de entidade válido, por favor.   |
|        | Enguia e salmonete                                           | 1864                 | Museu de Orsay | Museu de Orsay                                                                            | natureza-morta                                                    | O identificador "Q17490693" é desconhecido pelo sistema. Utilize um identificador de entidade válido, por favor.  |
|        | Ramo de peónias brancas e tesoura de podar                   | 1864                 | Museu de Orsay | Museu de Orsay                                                                            | natureza-morta                                                    | O identificador "Q17490935" é desconhecido pelo sistema. Utilize um identificador de entidade válido, por favor.  |
|        | Natureza-morta: frutas numa mesa                             | 1864                 | Museu de Orsay | Museu de Orsay                                                                            | natureza-morta                                                    | O identificador "Q17494395" é desconhecido pelo sistema. Utilize um identificador de entidade válido, por favor.  |
|        | Ramo de peónias e tesoura de poda                            | 1864                 | Museu de Orsay | Museu de Orsay                                                                            | natureza-morta                                                    | O identificador "Q17495875" é desconhecido pelo sistema. Utilize um identificador de entidade válido, por favor.  |
|        | Vaso de peónias em pedestal                                  | 1864                 | Museu de Orsay | Museu de Orsay                                                                            | pintura de flores natureza-morta                                  | O identificador "Q17496061" é desconhecido pelo sistema. Utilize um identificador de entidade válido, por favor.  |
|        | Cesto de fruta                                               | 1864                 | Museu de Arte de Filadélfia                                                                                        | Museu de Arte de Filadélfia                                                               |                                                                   | O identificador "Q20809328" é desconhecido pelo sistema. Utilize um identificador de entidade válido, por favor.  |
|        | Still Life with Fish and Shrimp                              | 1864                 | Norton Simon Museum                                                                                                | Norton Simon Museum                                                                       | natureza-morta                                                    | O identificador "Q124365367" é desconhecido pelo sistema. Utilize um identificador de entidade válido, por favor. |
|        | Corridas em Longchamp                                        | 1865                 | Galeria Nacional de Arte                                                                                           | Galeria Nacional de Arte                                                                  |                                                                   | O identificador "Q20188785" é desconhecido pelo sistema. Utilize um identificador de entidade válido, por favor.  |
|        | Jesus insultado pelos soldados                               | 1865                 | Art Institute of Chicago                                                                                           | Art Institute of Chicago                                                                  | arte sacra                                                        | O identificador "Q20275577" é desconhecido pelo sistema. Utilize um identificador de entidade válido, por favor.  |
|        | Combate Entre o Kearsarge e o Alabama                        | 1865                 | Museu de Arte de Filadélfia                                                                                        | Museu de Arte de Filadélfia                                                               | cenas de batalha arte marinha                                     | O identificador "Q154653" é desconhecido pelo sistema. Utilize um identificador de entidade válido, por favor.    |
|        | Tourada                                                      | 1865                 | Museu de Orsay | Museu de Orsay                                                                            | arte animal pintura de género                                     | O identificador "Q2984952" é desconhecido pelo sistema. Utilize um identificador de entidade válido, por favor.   |
|        | Corrida: a morte do touro                                    | 1865                 | Art Institute of Chicago                                                                                           | Art Institute of Chicago                                                                  | pintura de género                                                 | O identificador "Q2997933" é desconhecido pelo sistema. Utilize um identificador de entidade válido, por favor.   |
|        | A Leitura                                                    | 1865                 | Museu de Orsay | Museu de Orsay                                                                            | pintura de género retrato figurativismo                           | O identificador "Q3178376" é desconhecido pelo sistema. Utilize um identificador de entidade válido, por favor.   |
|        | Angelina                                                     | 1865                 | Museu de Orsay | Museu de Orsay                                                                            | figurativismo                                                     | O identificador "Q17490691" é desconhecido pelo sistema. Utilize um identificador de entidade válido, por favor.  |
|        | Busto de Cristo                                              | 1865                 | Fine Arts Museums of San Francisco                                                                                 | Legion of Honor                                                                           | arte sacra                                                        | O identificador "Q20202708" é desconhecido pelo sistema. Utilize um identificador de entidade válido, por favor.  |
|        | Monge em oração                                              | 1865                 | Museu de Belas Artes de Boston                                                                                     | Museu de Belas Artes de Boston                                                            |                                                                   | O identificador "Q20539192" é desconhecido pelo sistema. Utilize um identificador de entidade válido, por favor.  |
|        | Spanish Woman Wearing a Black Cross                          | 1865                 | Dallas Museum of Art                                                                                               | Dallas Museum of Art                                                                      |                                                                   | O identificador "Q79160954" é desconhecido pelo sistema. Utilize um identificador de entidade válido, por favor.  |
|        | Portrait of Pablillos de Valladolid, Jester of Phillip IV    | 1865                 | Museu de Arte de Columbus                                                                                          | Museu de Arte de Columbus                                                                 | retrato                                                           | O identificador "Q81759398" é desconhecido pelo sistema. Utilize um identificador de entidade válido, por favor.  |
|        | Study for Le Déjeuner sur l'herbe                            | 1865                 | Courtauld Gallery                                                                                                  | Courtauld Gallery                                                                         |                                                                   | O identificador "Q88311936" é desconhecido pelo sistema. Utilize um identificador de entidade válido, por favor.  |
|        | Man with a Stick                                             | 1865                 | Museu de arte Menard                                                                                               | Museu de arte Menard                                                                      |                                                                   | O identificador "Q96216690" é desconhecido pelo sistema. Utilize um identificador de entidade válido, por favor.  |
|        | O Tocador de Pífaro                                          | 1866                 | Museu de Orsay | Museu de Orsay                                                                            | figurativismo                                                     | O identificador "Q26250" é desconhecido pelo sistema. Utilize um identificador de entidade válido, por favor.     |
|        | As Corridas em Longchamp                                     | 1866                 | Art Institute of Chicago                                                                                           | Art Institute of Chicago                                                                  | pintura de género                                                 | O identificador "Q942276" é desconhecido pelo sistema. Utilize um identificador de entidade válido, por favor.    |
|        | Um spaniel King Charles                                      | 1866                 | Galeria Nacional de Arte                                                                                           | Galeria Nacional de Arte                                                                  |                                                                   | O identificador "Q20188681" é desconhecido pelo sistema. Utilize um identificador de entidade válido, por favor.  |
|        | Natureza-morta com melancia e pêssegos                       | 1866                 | Galeria Nacional de Arte                                                                                           | Galeria Nacional de Arte                                                                  | natureza-morta                                                    | O identificador "Q20188685" é desconhecido pelo sistema. Utilize um identificador de entidade válido, por favor.  |
|        | Rapaz com jarro                                              | século XIX           | Art Institute of Chicago                                                                                           | Art Institute of Chicago                                                                  |                                                                   | O identificador "Q20265582" é desconhecido pelo sistema. Utilize um identificador de entidade válido, por favor.  |
|        | Retrato de Zacharie Astruc                                   | 1866                 | Kunsthalle Bremen                                                                                                  | Kunsthalle Bremen                                                                         | retrato                                                           | O identificador "Q30880017" é desconhecido pelo sistema. Utilize um identificador de entidade válido, por favor.  |
|        | Um coelho                                                    | 1866                 | Musée Angladon | Musée Angladon                                                                            | natureza-morta                                                    | O identificador "Q47004330" é desconhecido pelo sistema. Utilize um identificador de entidade válido, por favor.  |
|        | Mulher com papagaio                                          | 1866                 | Metropolitan Museum of Art                                                                                         | Metropolitan Museum of Art                                                                | retrato                                                           | O identificador "Q942523" é desconhecido pelo sistema. Utilize um identificador de entidade válido, por favor.    |
|        | Saudação do Toureiro                                         | 1867 1866            | Metropolitan Museum of Art                                                                                         | Metropolitan Museum of Art                                                                | pintura de género                                                 | O identificador "Q3224381" é desconhecido pelo sistema. Utilize um identificador de entidade válido, por favor.   |
|        | O Actor de tragédia (Rouvière como Hamlet)                   | 1866                 | Galeria Nacional de Arte                                                                                           | Galeria Nacional de Arte                                                                  | pintura de género                                                 | O identificador "Q20188686" é desconhecido pelo sistema. Utilize um identificador de entidade válido, por favor.  |
|        | O fumador                                                    | 1866                 | Instituto de Artes de Minneapolis                                                                                  | Instituto de Artes de Minneapolis                                                         | pintura de género                                                 | O identificador "Q20891085" é desconhecido pelo sistema. Utilize um identificador de entidade válido, por favor.  |
|        | Women at the Races                                           | 1866                 | Cincinnati Art Museum                                                                                              | Cincinnati Art Museum                                                                     |                                                                   | O identificador "Q46954716" é desconhecido pelo sistema. Utilize um identificador de entidade válido, por favor.  |
|        | The Guitar Player                                            | 1866                 | Hill-Stead Museum                                                                                                  | Hill-Stead Museum                                                                         |                                                                   | O identificador "Q84729391" é desconhecido pelo sistema. Utilize um identificador de entidade válido, por favor.  |
|        | A execução do imperador Maximiliano                          | 1867                 | Museu de Belas Artes de Boston                                                                                     | Museu de Belas Artes de Boston                                                            | pintura histórica                                                 | O identificador "Q20539185" é desconhecido pelo sistema. Utilize um identificador de entidade válido, por favor.  |
|        | A execução do imperador Maximiliano                          | década de 1860       | National Gallery Degas Collection                                                                                  | National Gallery                                                                          |                                                                   | O identificador "Q26493276" é desconhecido pelo sistema. Utilize um identificador de entidade válido, por favor.  |
|        | As Bolas de sabão                                            | 1867                 | Museu Calouste Gulbenkian                                                                                          | Museu Calouste Gulbenkian                                                                 | retrato                                                           | O identificador "Q3231193" é desconhecido pelo sistema. Utilize um identificador de entidade válido, por favor.   |
|        | Suzanne Manet ao piano                                       | 1867 1868            | Museu de Orsay | Museu de Orsay                                                                            | retrato                                                           | O identificador "Q3505997" é desconhecido pelo sistema. Utilize um identificador de entidade válido, por favor.   |
|        | A Execução do Imperador Maximiliano                          | 1867                 | Museu Nacional de Arte da Dinamarca Gliptoteca Ny Carlsberg                                                        | Gliptoteca Ny Carlsberg                                                                   | pintura histórica                                                 | O identificador "Q20267393" é desconhecido pelo sistema. Utilize um identificador de entidade válido, por favor.  |
|        | A Exposição Universal, Paris 1867                            | 1867                 | Museu Nacional de Arte                                                                                             | Museu Nacional de Arte                                                                    | paisagem de cidade                                                | O identificador "Q55422279" é desconhecido pelo sistema. Utilize um identificador de entidade válido, por favor.  |
|        | The Ragpicker                                                | década de 1860       | Norton Simon Museum                                                                                                | Norton Simon Museum                                                                       |                                                                   | O identificador "Q124365368" é desconhecido pelo sistema. Utilize um identificador de entidade válido, por favor. |
|        | Retrato de Mademoiselle Claus                                | 1868                 | Museu Ashmolean | Museu Ashmolean                                                                           | retrato                                                           | O identificador "Q2105271" é desconhecido pelo sistema. Utilize um identificador de entidade válido, por favor.   |
|        | Navios no mar, pôr do sol                                    | 1868                 | Museu de Orsay Museu de Arte Moderna André Malraux Musées Nationaux Récupération                                   | Museu de Arte Moderna André Malraux                                                       | pintura de paisagem                                               | O identificador "Q17490851" é desconhecido pelo sistema. Utilize um identificador de entidade válido, por favor.  |
|        | O convés do navio                                            | 1868                 | National Gallery of Victoria                                                                                       | National Gallery of Victoria                                                              |                                                                   | O identificador "Q20425542" é desconhecido pelo sistema. Utilize um identificador de entidade válido, por favor.  |
|        | A execução do imperador Maximiliano                          | década de 1860       | Galeria de Arte de Mannheim                                                                                        | Galeria de Arte de Mannheim                                                               | pintura histórica                                                 | O identificador "Q26756023" é desconhecido pelo sistema. Utilize um identificador de entidade válido, por favor.  |
|        | Bateaux en mer, soleil couchant (Édouard Manet)              | 1868                 | | Museu de Arte Moderna André Malraux                                                       |                                                                   | O identificador "Q125176788" é desconhecido pelo sistema. Utilize um identificador de entidade válido, por favor. |
|        | A varanda                                                    | 1868                 | Museu de Orsay | Museu de Orsay                                                                            | pintura de género retrato de grupo                                | O identificador "Q775407" é desconhecido pelo sistema. Utilize um identificador de entidade válido, por favor.    |
|        | Almoço no atelier                                            | 1868                 | Coleções de Pinturas do Estado da Baviera                                                                          | Nova Pinacoteca                                                                           | pintura de género                                                 | O identificador "Q1245431" é desconhecido pelo sistema. Utilize um identificador de entidade válido, por favor.   |
|        | Émile Zola                                                   | 1868                 | Museu de Orsay | Museu de Orsay                                                                            | retrato                                                           | O identificador "Q2529703" é desconhecido pelo sistema. Utilize um identificador de entidade válido, por favor.   |
|        | O Molhe de Boulogne-sur-Mer                                  | 1868                 | Museu Van Gogh | Museu Van Gogh                                                                            |                                                                   | O identificador "Q19833784" é desconhecido pelo sistema. Utilize um identificador de entidade válido, por favor.  |
|        | O barco a vapor, Paisagem marítima com Toninhas              | 1868                 | Museu de Arte de Filadélfia                                                                                        | Museu de Arte de Filadélfia                                                               |                                                                   | O identificador "Q20809334" é desconhecido pelo sistema. Utilize um identificador de entidade válido, por favor.  |
|        | On the Beach                                                 | 1868                 | Detroit Institute of Arts                                                                                          | Detroit Institute of Arts                                                                 |                                                                   | O identificador "Q64569720" é desconhecido pelo sistema. Utilize um identificador de entidade válido, por favor.  |
|        | Still-life with Salmon                                       | 1868                 | Shelburne Museum                                                                                                   | Shelburne Museum                                                                          | natureza-morta                                                    | O identificador "Q79868512" é desconhecido pelo sistema. Utilize um identificador de entidade válido, por favor.  |
|        | On the Beach, Boulogne-sur-Mer                               | 1868                 | Museu de Belas Artes da Virgínia                                                                                   | Museu de Belas Artes da Virgínia                                                          |                                                                   | O identificador "Q85224978" é desconhecido pelo sistema. Utilize um identificador de entidade válido, por favor.  |
|        | La jetée de Boulogne                                         | 1868                 | Museu de Arte Marinha de Minnesota                                                                                 | Museu de Arte Marinha de Minnesota                                                        |                                                                   | O identificador "Q96098653" é desconhecido pelo sistema. Utilize um identificador de entidade válido, por favor.  |
|        | Porträt des Théodore Duret                                   | 1868                 | Musée des Beaux-Arts de la ville de Paris                                                                          | Petit Palais                                                                              | retrato                                                           | O identificador "Q97026360" é desconhecido pelo sistema. Utilize um identificador de entidade válido, por favor.  |
|        | O Funeral                                                    | 1869                 | Metropolitan Museum of Art                                                                                         | Metropolitan Museum of Art                                                                | pintura de paisagem                                               | O identificador "Q2494850" é desconhecido pelo sistema. Utilize um identificador de entidade válido, por favor.   |
|        | Berthe Morisot                                               | 1869                 | Museu de Arte de Cleveland                                                                                         | Museu de Arte de Cleveland                                                                |                                                                   | O identificador "Q60465125" é desconhecido pelo sistema. Utilize um identificador de entidade válido, por favor.  |
|        | Luar no porto de Boulogne                                    | 1869                 | Museu de Orsay | Museu de Orsay                                                                            | pintura de paisagem figurativismo                                 | O identificador "Q2974978" é desconhecido pelo sistema. Utilize um identificador de entidade válido, por favor.   |
|        | A partida do navio a vapor Folkestone                        | 1869                 | Museu de Arte de Filadélfia                                                                                        | Museu de Arte de Filadélfia                                                               | pintura de género                                                 | O identificador "Q3222563" é desconhecido pelo sistema. Utilize um identificador de entidade válido, por favor.   |
|        | Embarkation to Folkestone                                    | 1869                 | Am Römerholz Degas Collection                                                                                      | Am Römerholz                                                                              |                                                                   | O identificador "Q91932206" é desconhecido pelo sistema. Utilize um identificador de entidade válido, por favor.  |
|        | Paisagem com igreja de aldeia                                | década de 1870       | Museu Ashmolean | Museu Ashmolean                                                                           | pintura de paisagem                                               | O identificador "Q12159335" é desconhecido pelo sistema. Utilize um identificador de entidade válido, por favor.  |
|        | Garçonete servindo cerveja                                   | década de 1870       | Museu de Orsay | Museu de Orsay                                                                            | pintura de género                                                 | O identificador "Q15917726" é desconhecido pelo sistema. Utilize um identificador de entidade válido, por favor.  |
|        | Aula de música                                               | 1870                 | Museu de Belas Artes de Boston                                                                                     | Museu de Belas Artes de Boston                                                            |                                                                   | O identificador "Q20539206" é desconhecido pelo sistema. Utilize um identificador de entidade válido, por favor.  |
|        | Eva Gonzalès                                                 | 1870                 | National Gallery Dublin City Gallery The Hugh Lane                                                                 | National Gallery                                                                          | retrato                                                           | O identificador "Q26692407" é desconhecido pelo sistema. Utilize um identificador de entidade válido, por favor.  |
|        | Efeito da neve em Petit-Montrouge                            | 1870                 | Associação Nacional de Museus do País de Gales                                                                     | Museu Nacional de Cardiff                                                                 | pintura de paisagem                                               | O identificador "Q978841" é desconhecido pelo sistema. Utilize um identificador de entidade válido, por favor.    |
|        | O atelier de Bazille                                         | 1870                 | Museu de Orsay | Museu de Orsay                                                                            | pintura de género retrato                                         | O identificador "Q15877622" é desconhecido pelo sistema. Utilize um identificador de entidade válido, por favor.  |
|        | O Brioche                                                    | 1870                 | Metropolitan Museum of Art                                                                                         | Metropolitan Museum of Art                                                                | natureza-morta                                                    | O identificador "Q19905377" é desconhecido pelo sistema. Utilize um identificador de entidade válido, por favor.  |
|        | In the Garden                                                | 1870                 | Shelburne Museum                                                                                                   | Shelburne Museum                                                                          |                                                                   | O identificador "Q79868517" é desconhecido pelo sistema. Utilize um identificador de entidade válido, por favor.  |
|        | Femme en buste (Mme Bourdin)                                 | 1870                 | Staechelin collection                                                                                              | Museu das Belas Artes Fondation Beyeler                                                   |                                                                   | O identificador "Q94636860" é desconhecido pelo sistema. Utilize um identificador de entidade válido, por favor.  |
|        | Arcachon, bom tempo                                          | 1871                 | Denver Art Museum                                                                                                  | Denver Art Museum                                                                         | pintura de paisagem                                               | O identificador "Q30005095" é desconhecido pelo sistema. Utilize um identificador de entidade válido, por favor.  |
|        | Marinha, Arcachon, tempestade                                | 1871                 | No/unknown value                                                                                                   |                                                                                           | pintura de paisagem                                               | O identificador "Q30005096" é desconhecido pelo sistema. Utilize um identificador de entidade válido, por favor.  |
|        | O Repouso                                                    | 1871                 | Rhode Island School of Design Museum                                                                               | Rhode Island School of Design Museum                                                      | retrato                                                           | O identificador "Q43081847" é desconhecido pelo sistema. Utilize um identificador de entidade válido, por favor.  |
|        | O porto de Bordeaux                                          | 1871                 | No/unknown value                                                                                                   |                                                                                           |                                                                   | O identificador "Q46353464" é desconhecido pelo sistema. Utilize um identificador de entidade válido, por favor.  |
|        | Young Woman in Oriental Garb                                 | 1871                 | Fundação E.G. Bührle Museu das Belas Artes                                                                         | Fundação E.G. Bührle Museu das Belas Artes                                                |                                                                   | O identificador "Q64174099" é desconhecido pelo sistema. Utilize um identificador de entidade válido, por favor.  |
|        | Oloron-Sainte-Marie                                          | 1871                 | Fundação E.G. Bührle Museu das Belas Artes                                                                         | Fundação E.G. Bührle Museu das Belas Artes                                                |                                                                   | O identificador "Q64174096" é desconhecido pelo sistema. Utilize um identificador de entidade válido, por favor.  |
|        | The Bassin d'Arcachon                                        | 1871                 | Fundação E.G. Bührle Museu das Belas Artes                                                                         | Fundação E.G. Bührle Museu das Belas Artes                                                |                                                                   | O identificador "Q64174097" é desconhecido pelo sistema. Utilize um identificador de entidade válido, por favor.  |
|        | The Croquet Party                                            | 1871                 | Museu de Arte Nelson-Atkins                                                                                        | Museu de Arte Nelson-Atkins                                                               |                                                                   | O identificador "Q64541763" é desconhecido pelo sistema. Utilize um identificador de entidade válido, por favor.  |
|        | Vue de Grenade                                               | 1871                 | Staatsgalerie Stuttgart                                                                                            | Staatsgalerie Stuttgart                                                                   |                                                                   | O identificador "Q92831831" é desconhecido pelo sistema. Utilize um identificador de entidade válido, por favor.  |
|        | Le bassin d'Arcachon                                         | 1871                 | Staechelin collection                                                                                              | Museu das Belas Artes                                                                     |                                                                   | O identificador "Q94636863" é desconhecido pelo sistema. Utilize um identificador de entidade válido, por favor.  |
|        | Interior at Arcachon                                         | 1871                 | Clark Art Institute                                                                                                | Clark Art Institute                                                                       |                                                                   | O identificador "Q104774068" é desconhecido pelo sistema. Utilize um identificador de entidade válido, por favor. |
|        | L'explosion                                                  | 1871                 | Museum Folkwang | Museum Folkwang                                                                           |                                                                   | O identificador "Q114347631" é desconhecido pelo sistema. Utilize um identificador de entidade válido, por favor. |
|        | Praia na maré baixa                                          | março de 1871        | No/unknown value                                                                                                   |                                                                                           | arte marinha                                                      | O identificador "Q54863089" é desconhecido pelo sistema. Utilize um identificador de entidade válido, por favor.  |
|        | Retrato de Antonin Proust, Ministro das Belas Artes          | 1872                 | Museu Wallraf–Richartz Musées Nationaux Récupération Departamento de Pinturas do Louvre Museu Fabre Museu de Orsay | Museu Fabre                                                                               | retrato                                                           | O identificador "Q17495098" é desconhecido pelo sistema. Utilize um identificador de entidade válido, por favor.  |
|        | A amazona - Retrato de Marie Lefébure                        | década de 1870       | Museu de Arte de São Paulo                                                                                         | Museu de Arte de São Paulo                                                                | retrato                                                           | O identificador "Q43293677" é desconhecido pelo sistema. Utilize um identificador de entidade válido, por favor.  |
|        | Gerentes de um lar de idosos em Haarlem, copia de Frans Hals | 1872                 | No/unknown value                                                                                                   | coleção particular Itália                                                                 | retrato                                                           | O identificador "Q57240074" é desconhecido pelo sistema. Utilize um identificador de entidade válido, por favor.  |
|        | La Femme à l'Ombrelle                                        | 1872                 | |                                                                                           |                                                                   | O identificador "Q65788412" é desconhecido pelo sistema. Utilize um identificador de entidade válido, por favor.  |
|        | Berthe Morisot à la voilette                                 | 1872                 | Musée du Petit Palais                                                                                              | Musée du Petit Palais                                                                     | retrato                                                           | O identificador "Q108404188" é desconhecido pelo sistema. Utilize um identificador de entidade válido, por favor. |
|        | Berthe Morisot com um Buquê de Violetas                      | 1872                 | Museu de Orsay | Museu de Orsay                                                                            | retrato                                                           | O identificador "Q2899286" é desconhecido pelo sistema. Utilize um identificador de entidade válido, por favor.   |
|        | Berthe Morisot com leque                                     | 1872                 | Museu de Orsay | Museu de Orsay                                                                            | retrato                                                           | O identificador "Q17490865" é desconhecido pelo sistema. Utilize um identificador de entidade válido, por favor.  |
|        | Marinha na Holanda                                           | 1872                 | Museu de Arte de Filadélfia                                                                                        | Museu de Arte de Filadélfia                                                               | arte marinha                                                      | O identificador "Q20809331" é desconhecido pelo sistema. Utilize um identificador de entidade válido, por favor.  |
|        | Woman in Rose Shoes (Berthe Morisot)                         | 1872                 | Museu de Arte de Hiroshima                                                                                         | Museu de Arte de Hiroshima                                                                | retrato                                                           | O identificador "Q83179675" é desconhecido pelo sistema. Utilize um identificador de entidade válido, por favor.  |
|        | Nina de Callais                                              | 1873                 | Museu de Orsay | Museu de Orsay                                                                            | retrato                                                           | O identificador "Q16709550" é desconhecido pelo sistema. Utilize um identificador de entidade válido, por favor.  |
|        | Vacas no pasto                                               | 1873                 | No/unknown value                                                                                                   |                                                                                           | arte animal                                                       | O identificador "Q18620606" é desconhecido pelo sistema. Utilize um identificador de entidade válido, por favor.  |
|        | Madame Édouard Manet (Suzanne Leenhoff, 1830–1906)           | 1873                 | Metropolitan Museum of Art                                                                                         | Metropolitan Museum of Art                                                                | retrato                                                           | O identificador "Q19912049" é desconhecido pelo sistema. Utilize um identificador de entidade válido, por favor.  |
|        | Andorinhas                                                   | 1873                 | Fundação E.G. Bührle Museu das Belas Artes                                                                         | Fundação E.G. Bührle Museu das Belas Artes                                                |                                                                   | O identificador "Q28668567" é desconhecido pelo sistema. Utilize um identificador de entidade válido, por favor.  |
|        | Marguerite de Conflans                                       | 1873                 | Smith College Museum of Art                                                                                        | Smith College Museum of Art                                                               | retrato                                                           | O identificador "Q34617079" é desconhecido pelo sistema. Utilize um identificador de entidade válido, por favor.  |
|        | Berthe Morisot                                               | 1873                 | Museu Marmottan Monet                                                                                              | Museu Marmottan Monet                                                                     | retrato                                                           | O identificador "Q43293114" é desconhecido pelo sistema. Utilize um identificador de entidade válido, por favor.  |
|        | Boote auf dem Meer, Golf von Gascogne                        | 1873                 | Museu de Arte de Cleveland                                                                                         | Museu de Arte de Cleveland                                                                | arte marinha                                                      | O identificador "Q109886997" é desconhecido pelo sistema. Utilize um identificador de entidade válido, por favor. |
|        | Boats coming ashore                                          | 1873                 | No/unknown value                                                                                                   |                                                                                           |                                                                   | O identificador "Q110127294" é desconhecido pelo sistema. Utilize um identificador de entidade válido, por favor. |
|        | Maskenball in der Oper                                       | 1873                 | No/unknown value                                                                                                   |                                                                                           |                                                                   | O identificador "Q110127682" é desconhecido pelo sistema. Utilize um identificador de entidade válido, por favor. |
|        | O Jogo de Croqué                                             | 1873                 | Museu Städel | Museu Städel                                                                              | pintura de género                                                 | O identificador "Q957664" é desconhecido pelo sistema. Utilize um identificador de entidade válido, por favor.    |
|        | Baile de Máscaras na Ópera                                   | 1873                 | Galeria Nacional de Arte                                                                                           | Galeria Nacional de Arte                                                                  | pintura de género                                                 | O identificador "Q1163504" é desconhecido pelo sistema. Utilize um identificador de entidade válido, por favor.   |
|        | O caminho de ferro                                           | 1873                 | Galeria Nacional de Arte                                                                                           | Galeria Nacional de Arte                                                                  | retrato                                                           | O identificador "Q1212098" é desconhecido pelo sistema. Utilize um identificador de entidade válido, por favor.   |
|        | Na praia                                                     | 1873                 | Museu de Orsay | Ministère de l'Économie et des Finances Museu de Orsay                                    | pintura de género retrato pintura de paisagem                     | O identificador "Q2481954" é desconhecido pelo sistema. Utilize um identificador de entidade válido, por favor.   |
|        | Baile de máscaras na ópera                                   | 1873                 | Bridgestone Museum of Art                                                                                          | Bridgestone Museum of Art                                                                 |                                                                   | O identificador "Q18684760" é desconhecido pelo sistema. Utilize um identificador de entidade válido, por favor.  |
|        | Le Bon Bock                                                  | 1873                 | Museu de Arte de Filadélfia                                                                                        | Museu de Arte de Filadélfia                                                               | pintura de género                                                 | O identificador "Q20809330" é desconhecido pelo sistema. Utilize um identificador de entidade válido, por favor.  |
|        | Barcos em Berck-sur-Mer                                      | 1873                 | Museu de Arte de Cleveland                                                                                         | Museu de Arte de Cleveland                                                                |                                                                   | O identificador "Q60514355" é desconhecido pelo sistema. Utilize um identificador de entidade válido, por favor.  |
|        | A Game of Croquet                                            | 1873                 | Museu Städel | Museu Städel                                                                              | pintura de género                                                 | O identificador "Q64786758" é desconhecido pelo sistema. Utilize um identificador de entidade válido, por favor.  |
|        | Plage de Berck-sur-mer à marée basse                         | 1873                 | Wadsworth Atheneum                                                                                                 | Wadsworth Atheneum                                                                        |                                                                   | O identificador "Q67183675" é desconhecido pelo sistema. Utilize um identificador de entidade válido, por favor.  |
|        | Porträt der Marguerite de Conflans mit der Kaputze           | 1873                 | Am Römerholz | Am Römerholz                                                                              |                                                                   | O identificador "Q91932210" é desconhecido pelo sistema. Utilize um identificador de entidade válido, por favor.  |
|        | La bateau noir à Berck                                       | 1873                 | Museu Wallraf–Richartz Fondation Corboud                                                                           | Museu Wallraf–Richartz                                                                    |                                                                   | O identificador "Q116143510" é desconhecido pelo sistema. Utilize um identificador de entidade válido, por favor. |
|        | Berthe Morisot                                               | 1 de janeiro de 1873 | No/unknown value                                                                                                   |                                                                                           |                                                                   | O identificador "Q133249588" é desconhecido pelo sistema. Utilize um identificador de entidade válido, por favor. |
|        | Calafetando o Barco                                          | agosto de 1873       | Fundação Barnes | Fundação Barnes                                                                           | arte marinha                                                      | O identificador "Q3220354" é desconhecido pelo sistema. Utilize um identificador de entidade válido, por favor.   |
|        | Claude Monet e a esposa no seu estúdio                       | 1874                 | Staatsgalerie Stuttgart                                                                                            | Staatsgalerie Stuttgart                                                                   | retrato                                                           | O identificador "Q43292795" é desconhecido pelo sistema. Utilize um identificador de entidade válido, por favor.  |
|        | Portrait of Madame Edouard Manet on a blue sofa              | 1874                 | Museu de Orsay Degas Collection                                                                                    | Museu de Orsay                                                                            | retrato                                                           | O identificador "Q123335256" é desconhecido pelo sistema. Utilize um identificador de entidade válido, por favor. |
|        | Banks of the Seine at Argenteuil                             | 1874                 | Instituto Courtauld                                                                                                |                                                                                           |                                                                   | O identificador "Q131349978" é desconhecido pelo sistema. Utilize um identificador de entidade válido, por favor. |
|        | Argenteuil                                                   | 1874                 | Musée des beaux-arts de Tournai                                                                                    | Musée des beaux-arts de Tournai                                                           | pintura de género                                                 | O identificador "Q2860945" é desconhecido pelo sistema. Utilize um identificador de entidade válido, por favor.   |
|        | Claude Monet pintando no seu ateliê                          | 1874                 | Coleções de Pinturas do Estado da Baviera                                                                          | Nova Pinacoteca                                                                           | retrato                                                           | O identificador "Q2977843" é desconhecido pelo sistema. Utilize um identificador de entidade válido, por favor.   |
|        | Velejando                                                    | 1874                 | Metropolitan Museum of Art                                                                                         | Metropolitan Museum of Art                                                                | pintura de género                                                 | O identificador "Q15290965" é desconhecido pelo sistema. Utilize um identificador de entidade válido, por favor.  |
|        | Retrato de Berthe Morisot com Leque                          | 1874                 | Museu de Orsay Palácio das Belas-Artes de Lille                                                                    | Palácio das Belas-Artes de Lille                                                          | retrato                                                           | O identificador "Q17495108" é desconhecido pelo sistema. Utilize um identificador de entidade válido, por favor.  |
|        | A família Monet no seu jardim em Argenteuil                  | 1874                 | Metropolitan Museum of Art                                                                                         | Metropolitan Museum of Art                                                                |                                                                   | O identificador "Q19911640" é desconhecido pelo sistema. Utilize um identificador de entidade válido, por favor.  |
|        | The grand canal of Venice (Blue Venice)                      | 1874                 | Shelburne Museum                                                                                                   | Electra Havemeyer Webb Memorial Building                                                  |                                                                   | O identificador "Q79868509" é desconhecido pelo sistema. Utilize um identificador de entidade válido, por favor.  |
|        | Argenteuil, Boat (study)                                     | 1874                 | Associação Nacional de Museus do País de Gales                                                                     | Museu Nacional de Cardiff                                                                 |                                                                   | O identificador "Q107340285" é desconhecido pelo sistema. Utilize um identificador de entidade válido, por favor. |
|        | Na Tortoni                                                   | 1875                 | Museu Isabella Stewart Gardner                                                                                     | Museu Isabella Stewart Gardner                                                            | retrato                                                           | O identificador "Q18208688" é desconhecido pelo sistema. Utilize um identificador de entidade válido, por favor.  |
|        | A Amazona                                                    | década de 1870       | Brooklyn Museum | Brooklyn Museum                                                                           | retrato equestre                                                  | O identificador "Q19858428" é desconhecido pelo sistema. Utilize um identificador de entidade válido, por favor.  |
|        | Retrato de Alice Legouvé numa poltrona                       | 1875                 | Hammer Museum | Hammer Museum                                                                             | retrato                                                           | O identificador "Q21045326" é desconhecido pelo sistema. Utilize um identificador de entidade válido, por favor.  |
|        | Retrato de Ernest Hoschedé e da sua filha Martha             | 1875                 | Museu Nacional de Belas Artes                                                                                      | Museu Nacional de Belas Artes                                                             | retrato                                                           | O identificador "Q27951330" é desconhecido pelo sistema. Utilize um identificador de entidade válido, por favor.  |
|        | Banhistas no Sena - Academia                                 | década de 1870       | Museu de Arte de São Paulo                                                                                         | Museu de Arte de São Paulo                                                                |                                                                   | O identificador "Q43293932" é desconhecido pelo sistema. Utilize um identificador de entidade válido, por favor.  |
|        | Canal Grande em Veneza                                       | 1875                 | Paul G. Allen Collection                                                                                           |                                                                                           |                                                                   | O identificador "Q61484517" é desconhecido pelo sistema. Utilize um identificador de entidade válido, por favor.  |
|        | Cavalier (Portrait équestre de M. Arnaud)                    | 1875                 | Galeria de Arte Moderna de Milão                                                                                   | Galeria de Arte Moderna de Milão                                                          |                                                                   | O identificador "Q123270687" é desconhecido pelo sistema. Utilize um identificador de entidade válido, por favor. |
|        | Portrait de l'abbé Hurel                                     | 1875                 | Museu Nacional de Artes Decorativas                                                                                | Museu Nacional de Artes Decorativas                                                       | retrato                                                           | O identificador "Q123536691" é desconhecido pelo sistema. Utilize um identificador de entidade válido, por favor. |
|        | Lavandaria                                                   | 1875                 | Fundação Barnes | Fundação Barnes                                                                           | pintura de género                                                 | O identificador "Q3223929" é desconhecido pelo sistema. Utilize um identificador de entidade válido, por favor.   |
|        | Retrato de Marcellin Desboutin                               | 1875                 | Museu de Arte de São Paulo                                                                                         | Museu de Arte de São Paulo                                                                | retrato                                                           | O identificador "Q43294256" é desconhecido pelo sistema. Utilize um identificador de entidade válido, por favor.  |
|        | Portrait of Mr. Arnaud on Horseback                          | 1875                 | Galeria de Arte Moderna de Milão                                                                                   | Galeria de Arte Moderna de Milão                                                          | retrato                                                           | O identificador "Q76896255" é desconhecido pelo sistema. Utilize um identificador de entidade válido, por favor.  |
|        | Au Bal – Marguerite de Conflans en toilette de bal           | década de 1870       | Instituto Courtauld                                                                                                | Courtauld Gallery                                                                         | retrato                                                           | O identificador "Q88311932" é desconhecido pelo sistema. Utilize um identificador de entidade válido, por favor.  |
|        | Portrait de Madame Manet                                     | 1875                 | Norton Simon Museum                                                                                                | Norton Simon Museum                                                                       | retrato                                                           | O identificador "Q124365366" é desconhecido pelo sistema. Utilize um identificador de entidade válido, por favor. |
|        | A Parisiense                                                 | 1876                 | Museu Nacional de Belas-Artes da Suécia                                                                            | Museu Nacional de Belas-Artes da Suécia                                                   | retrato                                                           | O identificador "Q18599125" é desconhecido pelo sistema. Utilize um identificador de entidade válido, por favor.  |
|        | Cantora de café-concerto                                     | década de 1870       | No/unknown value                                                                                                   |                                                                                           |                                                                   | O identificador "Q43317299" é desconhecido pelo sistema. Utilize um identificador de entidade válido, por favor.  |
|        | Douki, cachorro griffon                                      | 1876                 | No/unknown value                                                                                                   |                                                                                           |                                                                   | O identificador "Q43317900" é desconhecido pelo sistema. Utilize um identificador de entidade válido, por favor.  |
|        | Natureza-morta, ostras, limão, brioche                       | 1876                 | |                                                                                           | natureza-morta                                                    | O identificador "Q43325384" é desconhecido pelo sistema. Utilize um identificador de entidade válido, por favor.  |
|        | Natureza-morta, brioche, flores, peras                       | 1876                 | Dallas Museum of Art                                                                                               | Dallas Museum of Art                                                                      | natureza-morta                                                    | O identificador "Q43325388" é desconhecido pelo sistema. Utilize um identificador de entidade válido, por favor.  |
|        | Retrato de Stéphane Mallarmé                                 | 1876                 | Museu de Orsay | Museu de Orsay                                                                            | retrato                                                           | O identificador "Q1551926" é desconhecido pelo sistema. Utilize um identificador de entidade válido, por favor.   |
|        | Marguerite de Conflans                                       | década de 1870 1876  | Museu de Orsay Museu dos Agostinhos                                                                                | Museu dos Agostinhos                                                                      | retrato                                                           | O identificador "Q3290768" é desconhecido pelo sistema. Utilize um identificador de entidade válido, por favor.   |
|        | Em frente ao espelho                                         | 1876                 | Museu Solomon R. Guggenheim                                                                                        | Museu Solomon R. Guggenheim                                                               |                                                                   | O identificador "Q19882748" é desconhecido pelo sistema. Utilize um identificador de entidade válido, por favor.  |
|        | Menino com Flores (Jacques Hoschedé)                         | 1876                 | Museu Nacional de Arte Ocidental                                                                                   | Museu Nacional de Arte Ocidental                                                          |                                                                   | O identificador "Q23948776" é desconhecido pelo sistema. Utilize um identificador de entidade válido, por favor.  |
|        | A Portrait of Carolus-Duran                                  | 1876                 | Barber Institute of Fine Arts                                                                                      | Barber Institute of Fine Arts                                                             | retrato                                                           | O identificador "Q80989448" é desconhecido pelo sistema. Utilize um identificador de entidade válido, por favor.  |
|        | Le chien Donki                                               | 1876                 | Ann & Gordon Getty Collection                                                                                      |                                                                                           |                                                                   | O identificador "Q114711518" é desconhecido pelo sistema. Utilize um identificador de entidade válido, por favor. |
|        | Bob, chien griffon                                           | 1876                 | Ann & Gordon Getty Collection                                                                                      |                                                                                           |                                                                   | O identificador "Q114711519" é desconhecido pelo sistema. Utilize um identificador de entidade válido, por favor. |
|        | Uma jovem e criança                                          | 1877                 | No/unknown value                                                                                                   |                                                                                           |                                                                   | O identificador "Q43325376" é desconhecido pelo sistema. Utilize um identificador de entidade válido, por favor.  |
|        | Nana                                                         | 1877                 | Hamburger Kunsthalle                                                                                               | Hamburger Kunsthalle                                                                      | retrato                                                           | O identificador "Q536024" é desconhecido pelo sistema. Utilize um identificador de entidade válido, por favor.    |
|        | Retrato de J-B. Faure no papel de Hamlet                     | 1877                 | Museum Folkwang | Museum Folkwang                                                                           | retrato                                                           | O identificador "Q2238976" é desconhecido pelo sistema. Utilize um identificador de entidade válido, por favor.   |
|        | Skating                                                      | 1877                 | Fogg Museum Museus de Arte de Harvard                                                                              | Fogg Museum                                                                               |                                                                   | O identificador "Q70781248" é desconhecido pelo sistema. Utilize um identificador de entidade válido, por favor.  |
|        | The Ham                                                      | 1877                 | Burrell Collection Degas Collection                                                                                | Burrell Collection                                                                        |                                                                   | O identificador "Q87780450" é desconhecido pelo sistema. Utilize um identificador de entidade válido, por favor.  |
|        | Portrait of Faure in Hamlet                                  | 1877                 | Hamburger Kunsthalle                                                                                               | Hamburger Kunsthalle                                                                      | retrato                                                           | O identificador "Q94178404" é desconhecido pelo sistema. Utilize um identificador de entidade válido, por favor.  |
|        | Portrait d'Albert Wolff                                      | 1877                 | Museu das Belas Artes                                                                                              | Museu das Belas Artes                                                                     | retrato                                                           | O identificador "Q124288337" é desconhecido pelo sistema. Utilize um identificador de entidade válido, por favor. |
|        | O Café-concerto                                              | 1878                 | Museu de Arte Walters                                                                                              | Museu de Arte Walters                                                                     | pintura de género                                                 | O identificador "Q7720924" é desconhecido pelo sistema. Utilize um identificador de entidade válido, por favor.   |
|        | George Moore no café                                         | década de 1870       | Metropolitan Museum of Art                                                                                         | Metropolitan Museum of Art                                                                | retrato                                                           | O identificador "Q19905443" é desconhecido pelo sistema. Utilize um identificador de entidade válido, por favor.  |
|        | Mademoiselle Isabelle Lemonnier                              | 1878                 | Metropolitan Museum of Art                                                                                         | Metropolitan Museum of Art                                                                | retrato                                                           | O identificador "Q19913314" é desconhecido pelo sistema. Utilize um identificador de entidade válido, por favor.  |
|        | Retrato de mulher com echarpe preta                          | 1878                 | Art Institute of Chicago                                                                                           | Art Institute of Chicago                                                                  | retrato                                                           | O identificador "Q20265568" é desconhecido pelo sistema. Utilize um identificador de entidade válido, por favor.  |
|        | Mulher a ler                                                 | década de 1870       | Art Institute of Chicago                                                                                           | Art Institute of Chicago                                                                  |                                                                   | O identificador "Q20268621" é desconhecido pelo sistema. Utilize um identificador de entidade válido, por favor.  |
|        | Vista da Praça Clichy                                        | 1878                 | No/unknown value                                                                                                   |                                                                                           |                                                                   | O identificador "Q21050031" é desconhecido pelo sistema. Utilize um identificador de entidade válido, por favor.  |
|        | Retrato de Marguerite Gauthier-Lathuille                     | 1878                 | Musée des Beaux-Arts de Lyon                                                                                       | Musée des Beaux-Arts de Lyon                                                              | retrato                                                           | O identificador "Q23926235" é desconhecido pelo sistema. Utilize um identificador de entidade válido, por favor.  |
|        | Woman Fastening Her Garter                                   | 1878                 | Ordrupgaard Museum                                                                                                 | Ordrupgaard Museum                                                                        | pintura de género                                                 | O identificador "Q65966893" é desconhecido pelo sistema. Utilize um identificador de entidade válido, por favor.  |
|        | Young Woman in a Round Hat                                   | década de 1870       | Henry and Rose Pearlman collection Princeton University Art Museum Los Angeles County Museum of Art                | Princeton University Art Museum Los Angeles County Museum of Art                          | retrato                                                           | O identificador "Q68118618" é desconhecido pelo sistema. Utilize um identificador de entidade válido, por favor.  |
|        | Head of a Young Woman (Ellen Andrée)                         | 1878                 | Museu de Orsay | Museu de Orsay                                                                            | retrato                                                           | O identificador "Q123286006" é desconhecido pelo sistema. Utilize um identificador de entidade válido, por favor. |
|        | Na estufa                                                    | década de 1870 1879  | Alte Nationalgalerie                                                                                               | Alte Nationalgalerie                                                                      | retrato                                                           | O identificador "Q481454" é desconhecido pelo sistema. Utilize um identificador de entidade válido, por favor.    |
|        | A Ameixa                                                     | 1878                 | Galeria Nacional de Arte                                                                                           | Galeria Nacional de Arte                                                                  | pintura de género                                                 | O identificador "Q731639" é desconhecido pelo sistema. Utilize um identificador de entidade válido, por favor.    |
|        | Loira com seios nus                                          | década de 1870 1878  | Museu de Orsay | Musée des Arts Décoratifs Museu do Louvre Galeria Nacional do Jeu de Paume Museu de Orsay | retrato nu artístico                                              | O identificador "Q3206709" é desconhecido pelo sistema. Utilize um identificador de entidade válido, por favor.   |
|        | No café                                                      | 1878                 | Am Römerholz | Am Römerholz                                                                              | pintura de género                                                 | O identificador "Q11904699" é desconhecido pelo sistema. Utilize um identificador de entidade válido, por favor.  |
|        | Autorretrato                                                 | 1878                 | Bridgestone Museum of Art                                                                                          | Bridgestone Museum of Art                                                                 | autorretrato                                                      | O identificador "Q18684767" é desconhecido pelo sistema. Utilize um identificador de entidade válido, por favor.  |
|        | Amolador, Rue Mosnier                                        | 1878                 | Museu de Arte de Filadélfia                                                                                        | Museu de Arte de Filadélfia                                                               |                                                                   | O identificador "Q20809329" é desconhecido pelo sistema. Utilize um identificador de entidade válido, por favor.  |
|        | Portrait of Lise Campineanu                                  | 1878                 | Museu de Arte Nelson-Atkins                                                                                        | Museu de Arte Nelson-Atkins                                                               | retrato                                                           | O identificador "Q64576732" é desconhecido pelo sistema. Utilize um identificador de entidade válido, por favor.  |
|        | A Garden Urn                                                 | 1878                 | Museu Ashmolean | Museu Ashmolean                                                                           |                                                                   | O identificador "Q91350379" é desconhecido pelo sistema. Utilize um identificador de entidade válido, por favor.  |
|        | The Bar                                                      | 1878                 | Museu Pushkin | Museu Pushkin                                                                             |                                                                   | O identificador "Q104254388" é desconhecido pelo sistema. Utilize um identificador de entidade válido, por favor. |
|        | Little Girl in an Armchair                                   | 1878                 | Spencer Museum of Art                                                                                              | Spencer Museum of Art                                                                     |                                                                   | O identificador "Q106703267" é desconhecido pelo sistema. Utilize um identificador de entidade válido, por favor. |
|        | Rue Mosnier com bandeiras                                    | 30 de junho de 1878  | Museu J. Paul Getty                                                                                                | Getty Center                                                                              | paisagem de cidade                                                | O identificador "Q3212521" é desconhecido pelo sistema. Utilize um identificador de entidade válido, por favor.   |
|        | Le Suicidé                                                   | 1877 século XIX      | Fundação E.G. Bührle Museu das Belas Artes                                                                         | Fundação E.G. Bührle Museu das Belas Artes                                                | pintura de género                                                 | O identificador "Q3227448" é desconhecido pelo sistema. Utilize um identificador de entidade válido, por favor.   |
|        | Georges Clemenceau                                           | 1879                 | Museu de Orsay | Museu do Louvre Galeria Nacional do Jeu de Paume Museu de Orsay                           | retrato                                                           | O identificador "Q12900049" é desconhecido pelo sistema. Utilize um identificador de entidade válido, por favor.  |
|        | Retrato do Sr. Pagans                                        | 1879                 | No/unknown value                                                                                                   |                                                                                           | retrato                                                           | O identificador "Q17521601" é desconhecido pelo sistema. Utilize um identificador de entidade válido, por favor.  |
|        | Jovem nas flores                                             | 1879                 | Musée des Beaux-Arts de Lyon                                                                                       | Musée des Beaux-Arts de Lyon                                                              |                                                                   | O identificador "Q18413225" é desconhecido pelo sistema. Utilize um identificador de entidade válido, por favor.  |
|        | Retrato de Isabelle Lemonnier com um abafo                   | 1879                 | Dallas Museum of Art                                                                                               | Dallas Museum of Art                                                                      | retrato                                                           | O identificador "Q18666000" é desconhecido pelo sistema. Utilize um identificador de entidade válido, por favor.  |
|        | George Moore (1852–1933)                                     | 1879                 | Metropolitan Museum of Art                                                                                         | Metropolitan Museum of Art                                                                | retrato                                                           | O identificador "Q19912891" é desconhecido pelo sistema. Utilize um identificador de entidade válido, por favor.  |
|        | Tama, o cachorro japonês                                     | 1879                 | Galeria Nacional de Arte                                                                                           | Galeria Nacional de Arte                                                                  |                                                                   | O identificador "Q20188803" é desconhecido pelo sistema. Utilize um identificador de entidade válido, por favor.  |
|        | George Moore no seu jardim                                   | 1879                 | Galeria Nacional de Arte                                                                                           | Galeria Nacional de Arte                                                                  | retrato                                                           | O identificador "Q20188847" é desconhecido pelo sistema. Utilize um identificador de entidade válido, por favor.  |
|        | Cabeça de mulher                                             | 1879                 | Galeria Nacional de Arte                                                                                           | Galeria Nacional de Arte                                                                  | retrato                                                           | O identificador "Q20188851" é desconhecido pelo sistema. Utilize um identificador de entidade válido, por favor.  |
|        | Retrato de Isabelle Lemonnier                                | 1879                 | Museu de Arte de Filadélfia                                                                                        | Museu de Arte de Filadélfia                                                               | retrato                                                           | O identificador "Q20809333" é desconhecido pelo sistema. Utilize um identificador de entidade válido, por favor.  |
|        | Retrato do Sr. Brun                                          | 1879                 | Museu Nacional de Arte Ocidental Degas Collection                                                                  | Museu Nacional de Arte Ocidental                                                          | retrato                                                           | O identificador "Q23948777" é desconhecido pelo sistema. Utilize um identificador de entidade válido, por favor.  |
|        | Retrato de Mademoiselle Isabelle Lemonnier                   | século XIX           | Museu Hermitage | Museu Hermitage                                                                           | retrato                                                           | O identificador "Q27971250" é desconhecido pelo sistema. Utilize um identificador de entidade válido, por favor.  |
|        | Mulher jovem a meio corpo                                    | 1879                 | No/unknown value                                                                                                   |                                                                                           | retrato                                                           | O identificador "Q43314347" é desconhecido pelo sistema. Utilize um identificador de entidade válido, por favor.  |
|        | A passear                                                    | 1879                 | No/unknown value                                                                                                   |                                                                                           |                                                                   | O identificador "Q43315010" é desconhecido pelo sistema. Utilize um identificador de entidade válido, por favor.  |
|        | Minnay                                                       | 1879                 | |                                                                                           |                                                                   | O identificador "Q104971916" é desconhecido pelo sistema. Utilize um identificador de entidade válido, por favor. |
|        | Portrait de Mme Zola                                         | 1879                 | Museu de Orsay | Museu de Orsay                                                                            | retrato                                                           | O identificador "Q123286691" é desconhecido pelo sistema. Utilize um identificador de entidade válido, por favor. |
|        | M. Gauthier-Lathuille fils                                   | 1879                 | No/unknown value Collection of A. Jerrold Perenchio                                                                |                                                                                           | retrato                                                           | O identificador "Q126454453" é desconhecido pelo sistema. Utilize um identificador de entidade válido, por favor. |
|        | Spanish Dancers                                              | 1879                 | Murauchi Art Museum                                                                                                | Murauchi Art Museum                                                                       |                                                                   | O identificador "Q135153272" é desconhecido pelo sistema. Utilize um identificador de entidade válido, por favor. |
|        | Autorretrato com paleta                                      | 1879                 | No/unknown value                                                                                                   |                                                                                           | autorretrato                                                      | O identificador "Q661803" é desconhecido pelo sistema. Utilize um identificador de entidade válido, por favor.    |
|        | Na esplanada Lathuille                                       | 1879                 | Musée des beaux-arts de Tournai                                                                                    | Musée des beaux-arts de Tournai                                                           | pintura de género                                                 | O identificador "Q1632817" é desconhecido pelo sistema. Utilize um identificador de entidade válido, por favor.   |
|        | Retrato da bailarina Rosita Mauri                            | 1879                 | Museu Pushkin | Museu Pushkin                                                                             | retrato                                                           | O identificador "Q15792724" é desconhecido pelo sistema. Utilize um identificador de entidade válido, por favor.  |
|        | Mademoiselle Lucie Delabigne                                 | 1879                 | Metropolitan Museum of Art                                                                                         | Metropolitan Museum of Art                                                                | retrato                                                           | O identificador "Q19913701" é desconhecido pelo sistema. Utilize um identificador de entidade válido, por favor.  |
|        | Mulher jovem num jardim                                      | 1879                 | Fundação Barnes | Fundação Barnes                                                                           |                                                                   | O identificador "Q28127951" é desconhecido pelo sistema. Utilize um identificador de entidade válido, por favor.  |
|        | Sra. Edouard Manet na estufa                                 | 1879                 | Galeria Nacional da Noruega Museu Nacional de Arte                                                                 | Museu Nacional de Arte                                                                    | retrato                                                           | O identificador "Q51882612" é desconhecido pelo sistema. Utilize um identificador de entidade válido, por favor.  |
|        | Portrait of Georges Clemenceau                               | 1879                 | Museu de Arte Kimbell                                                                                              | Museu de Arte Kimbell                                                                     | retrato                                                           | O identificador "Q72753447" é desconhecido pelo sistema. Utilize um identificador de entidade válido, por favor.  |
|        | Mademoiselle Isabelle Lemonnier                              | 1879                 | Yoshino Gypsum | Yamagata Museum of Art                                                                    | retrato                                                           | O identificador "Q95911286" é desconhecido pelo sistema. Utilize um identificador de entidade válido, por favor.  |
|        | Portrait d'Antonin Proust                                    | 1879                 | Museu Pushkin | Museu Pushkin                                                                             | retrato                                                           | O identificador "Q104254391" é desconhecido pelo sistema. Utilize um identificador de entidade válido, por favor. |
|        | Portrait of Jules de Jouy                                    | 1879                 | Associação Nacional de Museus do País de Gales                                                                     | Museu Nacional de Cardiff                                                                 | retrato                                                           | O identificador "Q104806107" é desconhecido pelo sistema. Utilize um identificador de entidade válido, por favor. |
|        | Portrait de madame Jules Guillemet                           | 1879                 | High Museum of Art                                                                                                 | High Museum of Art                                                                        | retrato                                                           | O identificador "Q117435234" é desconhecido pelo sistema. Utilize um identificador de entidade válido, por favor. |
|        | La Toilette                                                  | 1879                 | Museu das Belas Artes Fundação E.G. Bührle                                                                         | Museu das Belas Artes                                                                     |                                                                   | O identificador "Q131586170" é desconhecido pelo sistema. Utilize um identificador de entidade válido, por favor. |
|        | Molho de espargos                                            | 1880                 | Museu Wallraf–Richartz                                                                                             | Museu Wallraf–Richartz                                                                    | natureza-morta                                                    | O identificador "Q18223037" é desconhecido pelo sistema. Utilize um identificador de entidade válido, por favor.  |
|        | Senhora de rosa                                              | 1880                 | Coleções Nacionais de Dresden                                                                                      | Galerie Neue Meister                                                                      |                                                                   | O identificador "Q18684797" é desconhecido pelo sistema. Utilize um identificador de entidade válido, por favor.  |
|        | Natureza-morta com peónias brancas e outras flores           | 1880                 | Museum Boymans-van Beuningen                                                                                       | Museum Boymans-van Beuningen                                                              | pintura de flores                                                 | O identificador "Q19928327" é desconhecido pelo sistema. Utilize um identificador de entidade válido, por favor.  |
|        | Melão                                                        | 1880                 | Galeria Nacional de Arte                                                                                           | Galeria Nacional de Arte                                                                  |                                                                   | O identificador "Q20188862" é desconhecido pelo sistema. Utilize um identificador de entidade válido, por favor.  |
|        | Natureza-morta, melão                                        | década de 1880       | National Gallery of Victoria                                                                                       | National Gallery of Victoria                                                              | natureza-morta                                                    | O identificador "Q20424998" é desconhecido pelo sistema. Utilize um identificador de entidade válido, por favor.  |
|        | Madame du Paty                                               | 1880                 | No/unknown value                                                                                                   |                                                                                           | retrato                                                           | O identificador "Q25378444" é desconhecido pelo sistema. Utilize um identificador de entidade válido, por favor.  |
|        | Mulher com um gato                                           | 1880                 | Tate National Gallery Degas Collection                                                                             | National Gallery                                                                          | retrato                                                           | O identificador "Q26492744" é desconhecido pelo sistema. Utilize um identificador de entidade válido, por favor.  |
|        | No Café-Concerto                                             | década de 1880       | National Gallery                                                                                                   | National Gallery                                                                          | pintura de género                                                 | O identificador "Q26689493" é desconhecido pelo sistema. Utilize um identificador de entidade válido, por favor.  |
|        | A desconhecida                                               | 1880                 | Galeria Belvedere                                                                                                  | Galeria Belvedere                                                                         |                                                                   | O identificador "Q26767201" é desconhecido pelo sistema. Utilize um identificador de entidade válido, por favor.  |
|        | Ameixas                                                      | 1880                 | Museu de Belas-Artes de Houston                                                                                    | Museu de Belas-Artes de Houston                                                           |                                                                   | O identificador "Q28041914" é desconhecido pelo sistema. Utilize um identificador de entidade válido, por favor.  |
|        | Antonin Proust                                               | 1880                 | Museu de Arte de Toledo                                                                                            | Museu de Arte de Toledo                                                                   |                                                                   | O identificador "Q28797278" é desconhecido pelo sistema. Utilize um identificador de entidade válido, por favor.  |
|        | Mulher a meio corpo                                          | década de 1880       | No/unknown value                                                                                                   |                                                                                           | retrato                                                           | O identificador "Q43315723" é desconhecido pelo sistema. Utilize um identificador de entidade válido, por favor.  |
|        | Pêssegos                                                     | 1880                 | No/unknown value                                                                                                   |                                                                                           | natureza-morta                                                    | O identificador "Q43325365" é desconhecido pelo sistema. Utilize um identificador de entidade válido, por favor.  |
|        | Buste nu de Jeune Femme                                      | 1880                 | Museu de Orsay | Museu de Orsay                                                                            |                                                                   | O identificador "Q123326044" é desconhecido pelo sistema. Utilize um identificador de entidade válido, por favor. |
|        | Portrait de Jean de Cabanes, dit Cabaner, musicien           | 1880                 | Museu de Orsay | Museu de Orsay                                                                            | retrato                                                           | O identificador "Q123358375" é desconhecido pelo sistema. Utilize um identificador de entidade válido, por favor. |
|        | Pear                                                         | 1880                 | Degas Collection No/unknown value                                                                                  |                                                                                           |                                                                   | O identificador "Q131314853" é desconhecido pelo sistema. Utilize um identificador de entidade válido, por favor. |
|        | Irma Brunner                                                 | década de 1880       | Museu de Orsay | Museu de Orsay Museu do Louvre                                                            | retrato                                                           | O identificador "Q14159615" é desconhecido pelo sistema. Utilize um identificador de entidade válido, por favor.  |
|        | Espargo                                                      | 1880                 | Museu de Orsay | Museu de Orsay                                                                            | natureza-morta                                                    | O identificador "Q15973357" é desconhecido pelo sistema. Utilize um identificador de entidade válido, por favor.  |
|        | O limão                                                      | 1880                 | Museu de Orsay | Museu Real de Belas Artes de Antuérpia                                                    | natureza-morta                                                    | O identificador "Q17492856" é desconhecido pelo sistema. Utilize um identificador de entidade válido, por favor.  |
|        | Conjunto de flores com íris, laburno e gerânio               | 1880                 | Galeria Albertina                                                                                                  | Galeria Albertina                                                                         | natureza-morta                                                    | O identificador "Q18684790" é desconhecido pelo sistema. Utilize um identificador de entidade válido, por favor.  |
|        | Retrato da Condessa Albazzi                                  | 1880                 | Museu Solomon R. Guggenheim                                                                                        | Museu Solomon R. Guggenheim                                                               | retrato                                                           | O identificador "Q19882750" é desconhecido pelo sistema. Utilize um identificador de entidade válido, por favor.  |
|        | A Sra. Édouard Manet no Jardim de Bellevue                   | 1880                 | Metropolitan Museum of Art                                                                                         | Metropolitan Museum of Art                                                                |                                                                   | O identificador "Q19905267" é desconhecido pelo sistema. Utilize um identificador de entidade válido, por favor.  |
|        | Duas pêras                                                   | 1880                 | Galeria Nacional de Arte                                                                                           | Galeria Nacional de Arte                                                                  |                                                                   | O identificador "Q20188863" é desconhecido pelo sistema. Utilize um identificador de entidade válido, por favor.  |
|        | Retrato de Émilie Ambre enquanto Carmen                      | 1880                 | Museu de Arte de Filadélfia                                                                                        | Museu de Arte de Filadélfia                                                               | retrato                                                           | O identificador "Q20809332" é desconhecido pelo sistema. Utilize um identificador de entidade válido, por favor.  |
|        | Menina sentada num banco                                     | 1880                 | Fundação Barnes | Fundação Barnes                                                                           |                                                                   | O identificador "Q28127954" é desconhecido pelo sistema. Utilize um identificador de entidade válido, por favor.  |
|        | Still Life with Brioche                                      | 1880                 | Carnegie Museum of Art                                                                                             | Carnegie Museum of Art                                                                    | natureza-morta                                                    | O identificador "Q42882031" é desconhecido pelo sistema. Utilize um identificador de entidade válido, por favor.  |
|        | Natureza-morta com duas maçãs                                | 1880                 | Yale University Art Gallery                                                                                        | Yale University Art Gallery                                                               | natureza-morta                                                    | O identificador "Q49215043" é desconhecido pelo sistema. Utilize um identificador de entidade válido, por favor.  |
|        | Dame in Rosa (Madame Martin)                                 | século XIX           | Coleções Nacionais de Dresden                                                                                      | Galerie Neue Meister                                                                      |                                                                   | O identificador "Q50330973" é desconhecido pelo sistema. Utilize um identificador de entidade válido, por favor.  |
|        | A Garden Nook at Bellevue                                    | 1880                 | Fundação E.G. Bührle Museu das Belas Artes                                                                         | Fundação E.G. Bührle Museu das Belas Artes                                                |                                                                   | O identificador "Q64174080" é desconhecido pelo sistema. Utilize um identificador de entidade válido, por favor.  |
|        | Mademoiselle Isabelle Lemonnier                              | 1880                 | Gliptoteca Ny Carlsberg                                                                                            | Gliptoteca Ny Carlsberg                                                                   | retrato                                                           | O identificador "Q76424014" é desconhecido pelo sistema. Utilize um identificador de entidade válido, por favor.  |
|        | Promenade                                                    | 1880                 | Tokyo Fuji Art Museum                                                                                              | Tokyo Fuji Art Museum                                                                     |                                                                   | O identificador "Q79889797" é desconhecido pelo sistema. Utilize um identificador de entidade válido, por favor.  |
|        | Portrait of a Man                                            | 1880                 | Museus de Arte de Harvard Fogg Museum                                                                              | Museus de Arte de Harvard                                                                 | retrato                                                           | O identificador "Q106864975" é desconhecido pelo sistema. Utilize um identificador de entidade válido, por favor. |
|        | A Fuga de Rochefort                                          | dezembro de 1880     | Museu das Belas Artes                                                                                              | Museu das Belas Artes                                                                     | arte marinha pintura histórica                                    | O identificador "Q3205630" é desconhecido pelo sistema. Utilize um identificador de entidade válido, por favor.   |
|        | Mulher jovem com pelerine                                    | 1881                 | Musée des Beaux-Arts de Lyon                                                                                       | Musée des Beaux-Arts de Lyon                                                              |                                                                   | O identificador "Q18413043" é desconhecido pelo sistema. Utilize um identificador de entidade válido, por favor.  |
|        | Outono, Méry Laurent                                         | 1881                 | Museu de Belas Artes de Nancy                                                                                      | Museu de Belas Artes de Nancy                                                             | retrato                                                           | O identificador "Q18625546" é desconhecido pelo sistema. Utilize um identificador de entidade válido, por favor.  |
|        | Homem jovem com barba loura                                  | 1881                 | No/unknown value                                                                                                   |                                                                                           |                                                                   | O identificador "Q20746055" é desconhecido pelo sistema. Utilize um identificador de entidade válido, por favor.  |
|        | Emmanuel Chabrier (1841-1894)                                | 1881                 | Fogg Museum Museus de Arte de Harvard                                                                              | Fogg Museum                                                                               | retrato                                                           | O identificador "Q43325424" é desconhecido pelo sistema. Utilize um identificador de entidade válido, por favor.  |
|        | Study of the barmaid for Le Bar des Folies Bergères          | 1881                 | Museu de Belas Artes de Dijon                                                                                      | Museu de Belas Artes de Dijon                                                             |                                                                   | O identificador "Q123286344" é desconhecido pelo sistema. Utilize um identificador de entidade válido, por favor. |
|        | Coruja morta                                                 | 1881                 | Fundação E.G. Bührle Museu das Belas Artes                                                                         | Fundação E.G. Bührle Museu das Belas Artes                                                | natureza-morta                                                    | O identificador "Q665028" é desconhecido pelo sistema. Utilize um identificador de entidade válido, por favor.    |
|        | Retrato de Henri Rochefort                                   | 1881                 | Hamburger Kunsthalle                                                                                               | Hamburger Kunsthalle                                                                      | retrato                                                           | O identificador "Q2105269" é desconhecido pelo sistema. Utilize um identificador de entidade válido, por favor.   |
|        | O senhor Eugène Pertuiset, caçador de leões                  | 1881                 | Museu de Arte de São Paulo                                                                                         | Museu de Arte de São Paulo                                                                | retrato                                                           | O identificador "Q3399437" é desconhecido pelo sistema. Utilize um identificador de entidade válido, por favor.   |
|        | O coelho                                                     | 1881                 | Associação Nacional de Museus do País de Gales                                                                     | Museu Nacional de Cardiff                                                                 | natureza-morta                                                    | O identificador "Q7759156" é desconhecido pelo sistema. Utilize um identificador de entidade válido, por favor.   |
|        | Fuga de Rochefort                                            | 1881 década de 1880  | Museu de Orsay | Museu de Orsay                                                                            | arte marinha pintura histórica                                    | O identificador "Q16648934" é desconhecido pelo sistema. Utilize um identificador de entidade válido, por favor.  |
|        | A Primavera (Jeanne Demarsy)                                 | 1881                 | Museu J. Paul Getty                                                                                                | Getty Center                                                                              | retrato                                                           | O identificador "Q18620351" é desconhecido pelo sistema. Utilize um identificador de entidade válido, por favor.  |
|        | A Modista                                                    | 1881                 | Fine Arts Museums of San Francisco                                                                                 | Legion of Honor                                                                           |                                                                   | O identificador "Q20198758" é desconhecido pelo sistema. Utilize um identificador de entidade válido, por favor.  |
|        | Un bar aux Folies-Bergère                                    | 1881                 | No/unknown value                                                                                                   |                                                                                           |                                                                   | O identificador "Q66763675" é desconhecido pelo sistema. Utilize um identificador de entidade válido, por favor.  |
|        | Convolvulus and Nasturtiums                                  | 1881                 | McNay Art Museum                                                                                                   | McNay Art Museum                                                                          |                                                                   | O identificador "Q67089144" é desconhecido pelo sistema. Utilize um identificador de entidade válido, por favor.  |
|        | Chrysanthèmes                                                | 1881                 | Museu de Arte Moderna de Ibaraki                                                                                   | Museu de Arte Moderna de Ibaraki                                                          |                                                                   | O identificador "Q71715445" é desconhecido pelo sistema. Utilize um identificador de entidade válido, por favor.  |
|        | Um Bar em Folies-Bergère                                     | 1882                 | Courtauld Gallery                                                                                                  | Courtauld Gallery                                                                         | retrato                                                           | O identificador "Q1245354" é desconhecido pelo sistema. Utilize um identificador de entidade válido, por favor.   |
|        | Cravos e clematis em vaso de cristal                         | 1882                 | Museu de Orsay Musées Nationaux Récupération                                                                       | Museu de Orsay Museu Fabre                                                                | pintura de flores                                                 | O identificador "Q17494570" é desconhecido pelo sistema. Utilize um identificador de entidade válido, por favor.  |
|        | Retrato de Julien de la Rochenoire                           | 1882                 | Museu J. Paul Getty                                                                                                | Museu J. Paul Getty                                                                       | retrato                                                           | O identificador "Q17591169" é desconhecido pelo sistema. Utilize um identificador de entidade válido, por favor.  |
|        | Natureza-morta, Duas Rosas                                   | 1882                 | Museu de Arte Moderna                                                                                              | Museu de Arte Moderna                                                                     |                                                                   | O identificador "Q19883414" é desconhecido pelo sistema. Utilize um identificador de entidade válido, por favor.  |
|        | Busto de Jean-Baptiste Faure (1830-1914)                     | 1882                 | Metropolitan Museum of Art                                                                                         | Metropolitan Museum of Art                                                                | retrato                                                           | O identificador "Q19906223" é desconhecido pelo sistema. Utilize um identificador de entidade válido, por favor.  |
|        | Jean-Baptiste Faure (1830–1914)                              | década de 1880       | Metropolitan Museum of Art                                                                                         | Metropolitan Museum of Art                                                                | retrato                                                           | O identificador "Q19912763" é desconhecido pelo sistema. Utilize um identificador de entidade válido, por favor.  |
|        | Morangos                                                     | 1882                 | Metropolitan Museum of Art                                                                                         | Metropolitan Museum of Art                                                                | natureza-morta                                                    | O identificador "Q19913149" é desconhecido pelo sistema. Utilize um identificador de entidade válido, por favor.  |
|        | Flores em vaso de cristal                                    | 1882                 | Galeria Nacional de Arte                                                                                           | Galeria Nacional de Arte                                                                  |                                                                   | O identificador "Q20189487" é desconhecido pelo sistema. Utilize um identificador de entidade válido, por favor.  |
|        | Mery Laurent com chapéu preto                                | 1882                 | Museu de Belas Artes de Dijon                                                                                      | Museu de Belas Artes de Dijon                                                             | retrato                                                           | O identificador "Q21050660" é desconhecido pelo sistema. Utilize um identificador de entidade válido, por favor.  |
|        | Amazona de frente                                            | 1882                 | Museu Thyssen-Bornemisza                                                                                           | Museu Thyssen-Bornemisza                                                                  |                                                                   | O identificador "Q21711332" é desconhecido pelo sistema. Utilize um identificador de entidade válido, por favor.  |
|        | Lilases brancos em vaso de vidro                             | 1882                 | Alte Nationalgalerie                                                                                               | Alte Nationalgalerie                                                                      | natureza-morta                                                    | O identificador "Q23787839" é desconhecido pelo sistema. Utilize um identificador de entidade válido, por favor.  |
|        | Um caminho no jardim de Rueil                                | 1882                 | Museu de Belas Artes                                                                                               | Kunstmuseum Bern                                                                          |                                                                   | O identificador "Q43325394" é desconhecido pelo sistema. Utilize um identificador de entidade válido, por favor.  |
|        | Lilases num vaso                                             | 1882                 | No/unknown value                                                                                                   |                                                                                           | natureza-morta                                                    | O identificador "Q43325404" é desconhecido pelo sistema. Utilize um identificador de entidade válido, por favor.  |
|        | Rosas e lilases num vaso                                     | 1882                 | No/unknown value                                                                                                   |                                                                                           | natureza-morta                                                    | O identificador "Q43325405" é desconhecido pelo sistema. Utilize um identificador de entidade válido, por favor.  |
|        | Rosas e lilases                                              | década de 1880       | No/unknown value                                                                                                   |                                                                                           | natureza-morta                                                    | O identificador "Q43325411" é desconhecido pelo sistema. Utilize um identificador de entidade válido, por favor.  |
|        | Moss Roses in a Vase                                         | 1882                 | Clark Art Institute                                                                                                | Clark Art Institute                                                                       |                                                                   | O identificador "Q96039132" é desconhecido pelo sistema. Utilize um identificador de entidade válido, por favor.  |
|        | Portrait de Mademoiselle Hecht de profil                     | 1882                 | Museu de Orsay | Museu de Orsay                                                                            | retrato                                                           | O identificador "Q123347550" é desconhecido pelo sistema. Utilize um identificador de entidade válido, por favor. |
|        | Gartenweg in Rueil                                           | 1882                 | Museu de Belas Artes de Dijon                                                                                      | Museu de Belas Artes de Dijon                                                             |                                                                   | O identificador "Q130644860" é desconhecido pelo sistema. Utilize um identificador de entidade válido, por favor. |
|        | Flores em vaso de cristal                                    | 1882                 | Museu de Orsay | Museu de Orsay                                                                            | natureza-morta                                                    | O identificador "Q17491531" é desconhecido pelo sistema. Utilize um identificador de entidade válido, por favor.  |
|        | Vivenda em Rueil                                             | 1882                 | Alte Nationalgalerie                                                                                               | Alte Nationalgalerie                                                                      |                                                                   | O identificador "Q18684783" é desconhecido pelo sistema. Utilize um identificador de entidade válido, por favor.  |
|        | Madame Michel-Levy                                           | 1882                 | Galeria Nacional de Arte                                                                                           | Galeria Nacional de Arte                                                                  | retrato                                                           | O identificador "Q20189507" é desconhecido pelo sistema. Utilize um identificador de entidade válido, por favor.  |
|        | Vivenda em Rueil                                             | 1882                 | National Gallery of Victoria                                                                                       | National Gallery of Victoria                                                              | paisagem de cidade                                                | O identificador "Q20423282" é desconhecido pelo sistema. Utilize um identificador de entidade válido, por favor.  |
|        | Amazone                                                      | 1882                 | Villa Flora Hahnloser Collection in Villa Flora                                                                    | Kunstmuseum Bern                                                                          |                                                                   | O identificador "Q68716638" é desconhecido pelo sistema. Utilize um identificador de entidade válido, por favor.  |
|        | Roses in a Champagne Glass                                   | 1882                 | Burrell Collection                                                                                                 | Burrell Collection                                                                        |                                                                   | O identificador "Q87780448" é desconhecido pelo sistema. Utilize um identificador de entidade válido, por favor.  |
|        | A Basket of Pears                                            | 1882                 | Museu Ashmolean | Museu Ashmolean                                                                           |                                                                   | O identificador "Q91350375" é desconhecido pelo sistema. Utilize um identificador de entidade válido, por favor.  |
|        | Roses et lilacs                                              | 1882                 | Am Römerholz | Am Römerholz                                                                              |                                                                   | O identificador "Q91932216" é desconhecido pelo sistema. Utilize um identificador de entidade válido, por favor.  |
|        | Basket of Pears                                              | 1882                 | Ordrupgaard Museum                                                                                                 | Ordrupgaard Museum                                                                        |                                                                   | O identificador "Q103929408" é desconhecido pelo sistema. Utilize um identificador de entidade válido, por favor. |
|        | Méry Laurent Wearing a Small Toque                           | 1882                 | Clark Art Institute                                                                                                | Clark Art Institute                                                                       | retrato                                                           | O identificador "Q104774080" é desconhecido pelo sistema. Utilize um identificador de entidade válido, por favor. |
|        | Studie zu einem Damenbildnis                                 | 1882                 | No/unknown value                                                                                                   |                                                                                           |                                                                   | O identificador "Q123229066" é desconhecido pelo sistema. Utilize um identificador de entidade válido, por favor. |
|        | Rosas e tulipas num vaso                                     | 1883                 | No/unknown value                                                                                                   |                                                                                           | natureza-morta                                                    | O identificador "Q47234824" é desconhecido pelo sistema. Utilize um identificador de entidade válido, por favor.  |
|        | Rosas em vaso de vidro                                       | 1883                 | No/unknown value                                                                                                   |                                                                                           | natureza-morta                                                    | O identificador "Q51882526" é desconhecido pelo sistema. Utilize um identificador de entidade válido, por favor.  |
|        | Sepultura de Cristo (segundo Ribera)                         | 1883                 | Museumslandschaft Hessen Kassel                                                                                    | Neue Galerie                                                                              | arte sacra                                                        | O identificador "Q55934806" é desconhecido pelo sistema. Utilize um identificador de entidade válido, por favor.  |
|        | Lilases e Rosas                                              | 1883                 | No/unknown value                                                                                                   |                                                                                           | pintura de flores                                                 | O identificador "Q12858809" é desconhecido pelo sistema. Utilize um identificador de entidade válido, por favor.  |
|        | Vase of White Lilacs and Roses                               | 1883                 | Dallas Museum of Art                                                                                               | Dallas Museum of Art                                                                      |                                                                   | O identificador "Q79154156" é desconhecido pelo sistema. Utilize um identificador de entidade válido, por favor.  |
|        | Portrait of the Italian painter Giuseppe De Nittis           | século XIX           | Museu Nacional de Arte                                                                                             | Museu Nacional de Arte                                                                    | retrato                                                           | O identificador "Q110444031" é desconhecido pelo sistema. Utilize um identificador de entidade válido, por favor. |
|        | Still-life                                                   |                      | Galerias Nacionais da Escócia                                                                                      | Galeria Nacional da Escócia                                                               | natureza-morta                                                    | O identificador "Q27968236" é desconhecido pelo sistema. Utilize um identificador de entidade válido, por favor.  |
|        | White Lilacs in a Crystal Vase                               |                      | Museu de Arte Nelson-Atkins                                                                                        | Museu de Arte Nelson-Atkins                                                               |                                                                   | O identificador "Q64582881" é desconhecido pelo sistema. Utilize um identificador de entidade válido, por favor.  |
|        | Portrait of Madame Guillaumet                                |                      | Museu de Israel | Museu de Israel                                                                           | retrato                                                           | O identificador "Q91949777" é desconhecido pelo sistema. Utilize um identificador de entidade válido, por favor.  |
|        | Roses                                                        |                      | Munich Central Collecting Point                                                                                    | Munich Central Collecting Point                                                           |                                                                   | O identificador "Q112221531" é desconhecido pelo sistema. Utilize um identificador de entidade válido, por favor. |
|        | 5 parts of a painting of a mother with child                 |                      | Munich Central Collecting Point                                                                                    | Munich Central Collecting Point                                                           |                                                                   | O identificador "Q112227144" é desconhecido pelo sistema. Utilize um identificador de entidade válido, por favor. |
|        | at the shore: 9 figures sitting in a boat                    |                      | Munich Central Collecting Point                                                                                    | Munich Central Collecting Point                                                           |                                                                   | O identificador "Q112247645" é desconhecido pelo sistema. Utilize um identificador de entidade válido, por favor. |
|        | Portrait d'Isabelle Lemonnier avec un manchon                |                      | Dallas Museum of Art                                                                                               | Dallas Museum of Art                                                                      |                                                                   | O identificador "Q123286362" é desconhecido pelo sistema. Utilize um identificador de entidade válido, por favor. |
|        | Nature morte au verre et fruits                              |                      | Museu de Belas Artes                                                                                               | Museu de Belas Artes                                                                      | natureza-morta                                                    | O identificador "Q123469406" é desconhecido pelo sistema. Utilize um identificador de entidade válido, por favor. |
|        | La gare du chemin de fer de Sceaux                           |                      | |                                                                                           |                                                                   | O identificador "Q135641344" é desconhecido pelo sistema. Utilize um identificador de entidade válido, por favor. |
|        | Granada Landscape                                            |                      | |                                                                                           |                                                                   | O identificador "Q135641356" é desconhecido pelo sistema. Utilize um identificador de entidade válido, por favor. |

## placa de impressão
| Imagem | Título                  | Data | Coleção                       | Localização                   | Gênero | Descrito em |
| ------ | ----------------------- | ---- | ----------------------------- | ----------------------------- | ------ | --- |
|        | Retrato de Jeanne Duval |      | Museu de Belas Artes de Gante | Museu de Belas Artes de Gante |        | O identificador "Q22255064" é desconhecido pelo sistema. Utilize um identificador de entidade válido, por favor. |

## riso
| Imagem | Título                     | Data | Coleção                                 | Localização                             | Gênero  | Descrito em |
| ------ | -------------------------- | ---- | --------------------------------------- | --------------------------------------- | ------- | --- |
|        | Rapaz descascando uma pera | 1868 | Museu Nacional de Belas-Artes da Suécia | Museu Nacional de Belas-Artes da Suécia | retrato | O identificador "Q4373335" é desconhecido pelo sistema. Utilize um identificador de entidade válido, por favor. |

## série de pinturas
| Imagem | Título                    | Data      | Coleção | Localização | Gênero                                | Descrito em |
| ------ | ------------------------- | --------- | ------- | ----------- | ------------------------------------- | --- |
|        | A Execução de Maximiliano | 1867 1987 |         | França      | pintura histórica pintura do realismo | O identificador "Q1212269" é desconhecido pelo sistema. Utilize um identificador de entidade válido, por favor. |

∑ 468 items.